# جنبش استقلال‌طلبی هند
جنبش استقلال‌طلبی هند، سلسله‌ای از انقلابات بود که توسط مردم هندوستان و در جنگ با امپراتوری بریتانیا بر سر استقلال سیاسی هند صورت گرفت. جنبش از شورش ۱۸۵۷ میلادی شروع شد و در اواسط دههٔ ۴۰ میلادی با «جنبش خروج از هند» به رهبری مهاتما گاندی و تسخیر هند بریتانیا توسط ارتش ملی هند به رهبری سوبهاش چاندرا بوز اوج گرفت. آزادی نهایی بالاخره در ۱۵ اوت ۱۹۴۷ میلادی ممکن شد.
مبارزات این جنبش با بسیاری از وقایع تاریخی و یگانه شناخته می‌شود. برای مثال اولین و بزرگ‌ترین مقاومت غیرخشونت‌آمیز توده‌ای که در آن ۵۰ میلیون نفر از ۱۹۱۸ میلادی تا ۱۹۴۵ میلادی به رهبری مهاتما گاندی شرکت کردند.
این جنبش قلمرو وسیعی همچون سازمان‌های سیاسی، فلسفه‌ها و عقاید متفاوت و جنبش‌ها را در برمی گیرد که همگی یک هدف مشترک داشتند و آن پایان دادن به حکمرانی کمپانی هند شرقی و استیلای امپراتوری بریتانیا در بخش‌های جنوب آسیا بود. جنبش استقلال، کمپین‌های مختلف ملی و منطقه‌ای، تلاش‌ها و تلاطم بسیاری را تجربه کرده‌است که برخی از آن‌ها بدون خشونت و برخی دیگر خشونت‌آمیز بوده‌اند.
در طول چهل و پنج سال اول قرن نوزدهم، رام موهان روی آموزش و پرورش مدرن را به مردم هند معرفی کرد. سوامی ویوکاناندا توانست فرهنگ غنی هند را در پایان قرن نوزدهم به غرب بشناساند. بسیاری از رهبران سیاسی کشور در قرن ۱۹ و بیست همچون مهاتما گاندی و سوبهاس چاندرا بوس از آموزه‌های سوامی ویوکاناندا متأثر بوده‌اند. بنابر اظهارات سوبهاس چاندار بوس که مهم‌ترین طرفدار مبارزه مسلحانه برای استقلال هند بود، سوامی ویوکاناندا " خالق هند مدرن " بود و مهاتما گاندی در مورد وی می‌گوید که تأثیر آموزه‌های سوامی، عشق او (گاندی) را به کشورش هزار برابر کرده‌است. نوشته‌های او الهام بخش نسلی بود که برای آزادی می‌جنگیدند. سال‌ها بعد از مرگ سری اوروبیندو، رابیندرانات تاگور به نویسنده بزرگ فرانسوی رومن رولان گفت " اگر می‌خواهید هند را به درستی بشناسید، نوشته‌های ویوکاناندا رو مطالعه کنید در آن‌ها همه چیز مثبت است و هیچ چیزی منفی وجود ندارد".
اولین جنبش نظامی سازمان یافته در بنگال بود که بعداً در قالب اصلی‌ترین جریان جنبش –کنگره ملی هند - پا به عرصه سیاست گذاشتند. رهبران برجسته و میانه‌رو این جنبش به دنبال حق ذاتی خود در قالب خدمات مدنی هند و نیز حقوق بیشتر اقتصادی برای همه مردم هند بودند. در اوایل قرن بیستم، رهبرانی چون لالا لاج پات رای، بال گنگادهار تیلاک و بیپین چاندرا بال (که معروف بودند به لال بال پال)، سری آئورو بیندو و چیدام بارام پیلای رویکرد رادیکال تری نسبت به استقلال سیاسی هند ابراز می‌کردند.
آخرین مراحل مبارزه برای آزادی از دهه ۱۹۲۰ به بعد، با قبول سیاست مهاتما کارامچاند گاندی در مورد عدم خشونت و مقاومت مدنی، مبارزه مشروطه محمدعلی جناح برای دفاع از حقوق اقلیت‌ها در هند و چندین کمپین دیگر همراه بود. انقلابیونی نظیر سوبهاش چاندرا بوز و بی هاگات سینگ برای دستیابی به استقلال، موعظاتی در زمینه یک حرکت انقلابی مسلح ارائه دادند. شاعرانی نظیر رابیندرانات تاگور و کازی نازرول اسلام از ادبیات، شعر، و سخنرانی به عنوان ابزاری برای بیداری سیاسی مردم بهره بردند. برخی از طرفداران حقوق زنان نظیر ساروجینی نایدو و بگوم روکیا از آزادی زنان هندی و شرکت آن‌ها در سیاست‌های ملی کشورشان حمایت کردند. در طول جنگ جهانی دوم اوج کمپین‌ها به وسیله ترک جنبش هند (که توسط مهاتما گاندی رهبری می‌شد) و جنبش ارتش ملی هند (INA) (که توسط نتاجی سوبهاش چاندرا بوز رهبری می‌شد) و نیز دیگران اتفاق افتاد که در نهایت منجر به عقب‌نشینی بریتانیایی‌ها شد.
کار این جنبش‌های مختلف نهایتاً به تصویب‌نامه استقلال هند در ۱۹۴۷ منتهی شد، که به موجب آن سلطنت‌های مستقل هند و پاکستان شکل گرفت. هندوستان تا ۲۶ ژانویه سال ۱۹۵۰ به صورت یک سلطنت پادشاهی باقی‌ماند، سپس قانون اساسی هند مجبور شد تا جمهوری هند را تأسیس کند؛ پاکستان تا سال ۱۹۵۶ یک سلطنت بود، تا اینکه اولین قانون اساسی جمهوری‌خواه خود را پذیرفت. در سال ۱۹۷۱، پاکستان شرقی استقلال خود را اعلام کرد، همان کاری که جمهوری خلق بنگلادش نیز انجام دادند.
جنبش استقلال هند یک جنبش توده‌ای بود که بخش‌های مختلف جامعه را در بر می‌گرفت، و نیز دستخوش یک پروسه تکامل ایدئولوژیک ثابت بود. اگرچه مبنای ایدئولوژی جنبش ضد استعماری بود، ولی به وسیله تفکر توسعه اقتصادی سرمایه‌داری مستقل که با یک ساختار سیاسی سکولار، دموکرات، جمهوری‌خواه، آزادی‌خواه مدنی تلفیق شده بود، حمایت می‌شد. بعد از دهه ۱۹۳۰ میلادی، جنبش به علت تأثیر فزاینده عناصر جناح چپ در INC و نیز به علت رشد حزب کمونیست هند، یک گرایش اجتماعی قدرتمند پیدا کرد. اتحادیه مسلمانان هند در سال ۱۹۰۶ به منظور دفاع از حقوق مسلمانان در برابر INC و رساندن صدای مسلمین به گوش دولت بریتانیا در شبه قاره هند تشکیل شد.

## استعمار نخستینِ بریتانیا در هند

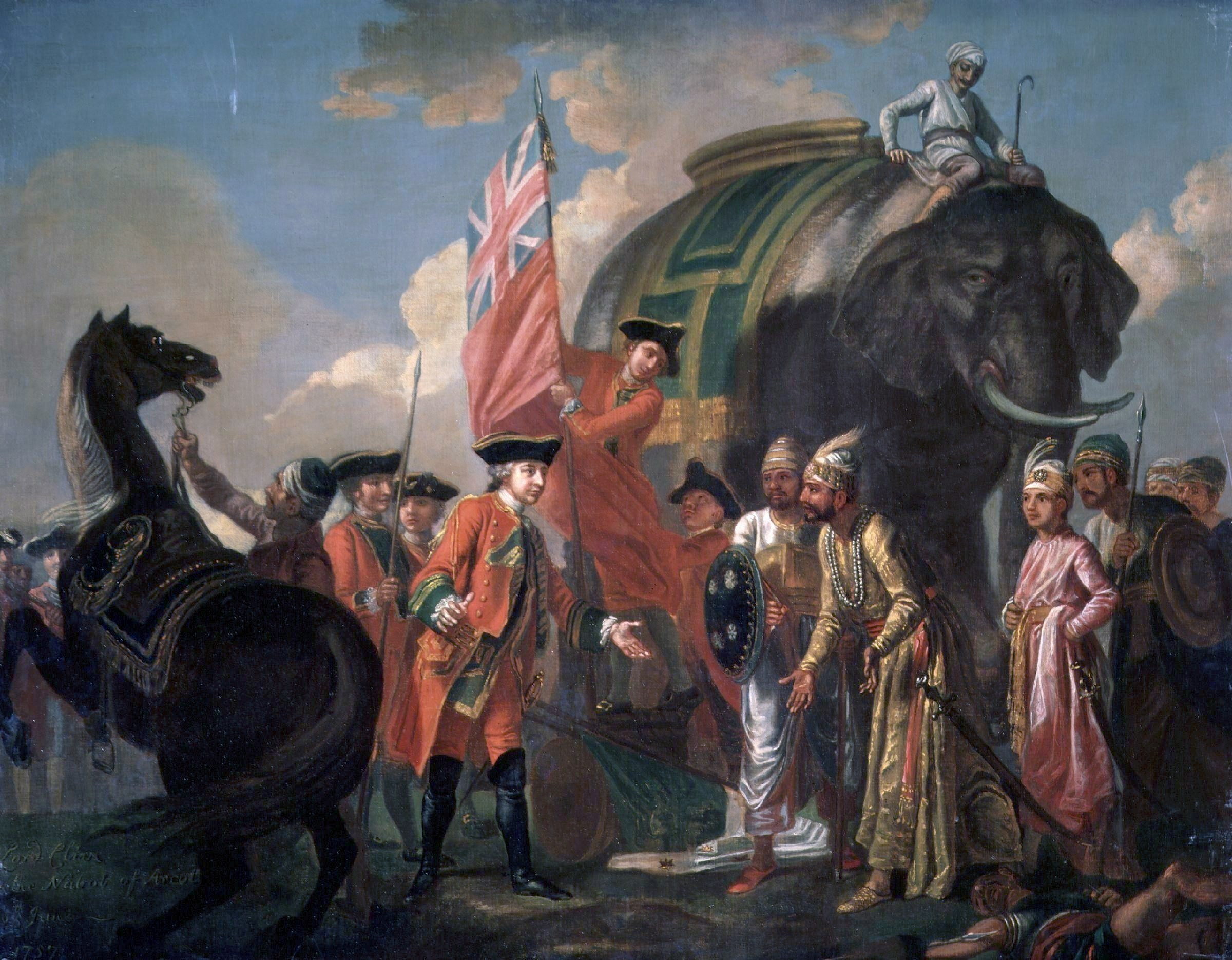

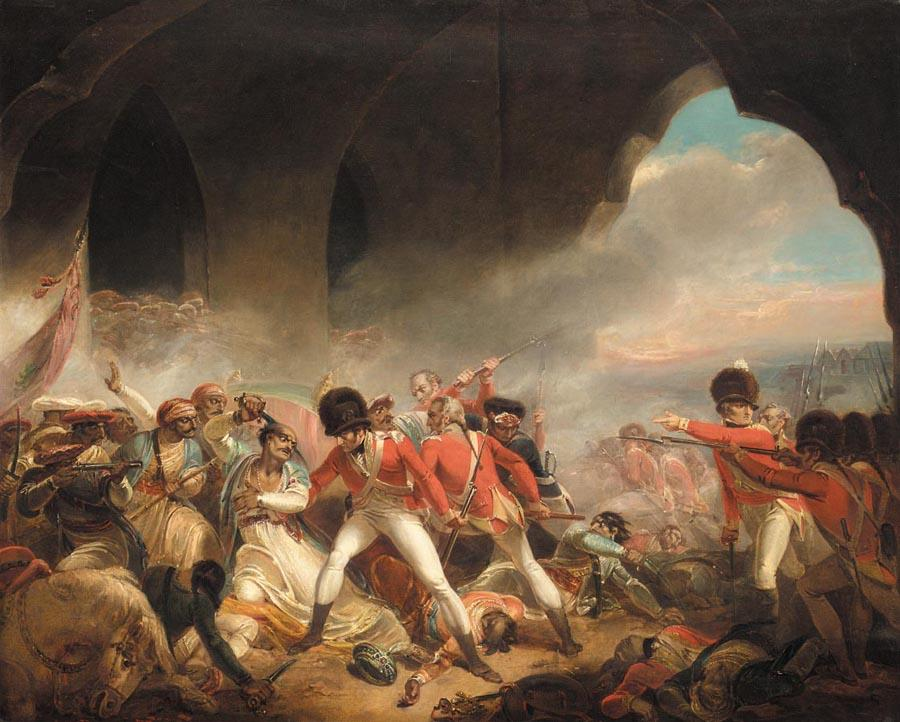

تاجران اروپایی نخستین بار با ورود کاوشگر پرتغالی به نام واسکو دو گاما در سال ۱۴۹۸ (میلادی) در بندر کالیکوت، به منظور بررسی شرایط خرید و فروش ادویه سود آور، به سواحل هندوستان رسیدند. تنها یک قرن بعد از آن، هلندی‌ها و انگلیسی‌ها چندین پایگاه مرکزی تجاری را در شبه قاره هند تأسیس کردند، که نخستین آن‌ها یک پایگاه تجاری انگلیسی بود که در سال ۱۶۱۲ و در سورات شکل گرفت. بعد از قرن ۱۷ و اوایل قرن ۱۸، بریتانیا از نظر نظامی پرتقال و هلند را شکست داد، ولی همچنان با فرانسوی‌ها که قصد داشتند در شبه قاره برای خودشان پایگاهی تأسیس کنند مخالفت می‌کرد. سقوط امپراتوری مغول در نیمه اول قرن ۱۸ فرصتی را برای بریتانیا فراهم کرد که پایگاه محکمی را در سیاست هند برای خود ایجاد کنند. بعد از نبرد پلاسی در ۱۷۵۷ که در آن ارتش بنگال کمپانی هند شرقی تحت فرماندهی رابرت کلیو، موفق شد سیراج اود دالا، نواب بنگال، را شکست دهد، توانست خود را به عنوان بازیگر اصلی در امور هند معرفی کرده، و مدت کوتاهی بعد، پیرو جنگ بوکسار در ۱۷۶۴، حقوق اداری مناطق بنگال، بیهار و اودیسا را به دست آورد. بعد از شکست تیپو سلطان بخش اعظم هند جنوبی، یا مستقیماً تحت قانون انجمن قرار گرفتند یا در یک اتحادیه تابعه، به صورت بخش‌هایی که توسط شاهزاده اداره می‌شد، تحت کنترل سیاسی غیر مستقیم انجمن بودند. انجمن پس از چندین بار شکست دادن مناطقی که توسط امپراتوری ماراتا اداره می‌شد توانست کنترل آن‌ها را نیز به دست آورد. پنجاب در سال ۱۸۴۹، بعد از شکست ارتش‌های سیک در اولین (۱۸۴۵–۱۸۴۶) و دومین (۴۹–۱۸۴۸) جنگ آنگلو-سیک، ملحق شد.
در سال ۱۸۵۳، بخشی از دستورالعمل‌ها و قوانین انگلیس، در مدارس هند پیاده شد. نخبگان هندویی که در مغرب زمین تحصیل کرده بودند به دنبال راهی بودند تا آیین هندو را از شیوه‌های اجتماعی بحث‌انگیز شامل سیستم طبقاتی وارنا، ازدواج کودکان و ساتی پاک کنند. جوامع ادبی و نیز اجتماعاتی برای بحث و مناظره در کلکته و بمبئی شکل گرفتند که به پایگاهی برای مباحثات سیاسی باز تبدیل شدند.
حتی با اینکه این جهت‌گیری به سوی مدرنیزه شدن، بر جامعه هند تأثیر زیادی گذاشت، ولی اکثریت مردم هند از حکمرانی بریتانیا ناراحت بودند. بریتانیا پس از مسلط شدن به بخش اعظم شبه قاره هند شروع به سوء استفاده از آداب و رسوم محلی هندی‌ها کرد، به عنوان مثال برگزاری احزاب در مساجد، رقصیدن با موسیقی مربوط به حکومت هندوستان در تراس تاج محل، استفاده از تازیانه به منظور بازکردن راه خود در بازارهای شلوغ (همانگونه که ژنرال هنری بلیک گفته بود)، و بدرفتاری با هندی‌ها (شامل سپاهیان و سربازان). در سال‌های بعد از انضمام پنجاب که در ۱۸۴۹ به وقوع پیوسته بود، سرکشی‌ها و عصیان‌هایی در میان سپاهیان به وقوع پیوست که با توسل به زور سرکوب شد.

## شورش سپاه ولور

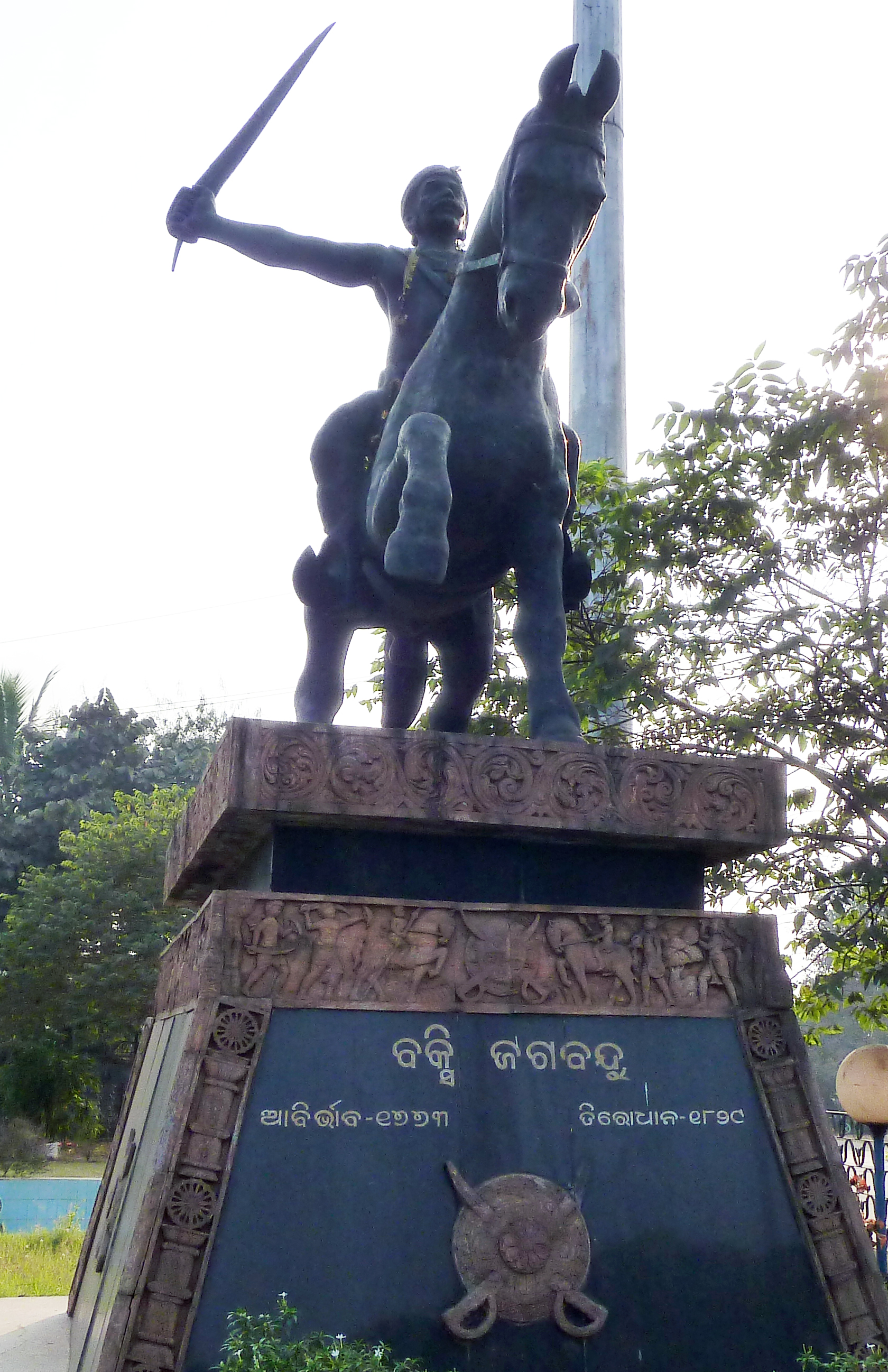

پادگان دژ ولور در ژوئیه ۱۸۰۶ شامل چهار گروه پیاده‌نظام بریتانیایی از H.M. هنگ پیاده شصت و نهم (جنوب لینکلن‌شر) و سه گردان پیاده‌نظام مدرس بود.
دو ساعت بعد از نیمه شب، در دهم ژوئیه، سپاهیان مستقر در دژ نگهبانان اروپایی را تیر باران کرده و چهارده نفر از افسران خود و ۱۱۵ تن از هنگ شصت و نه، که اکثریت آن‌ها در سربازخانه‌ها خواب بودند را کشتند. در میان کشته شدگان سرهنگ جان فنکورت، فرمانده دژ، دیده می‌شد. شورشیان به وسیله کشتار کنترل اوضاع را به دست گرفتند و پرچم سلطان میسور را بر فراز دژ برافراشتند. پسر دوم تیپو به نام فاتح حیدر به عنوان شاه معرفی شد.
با اینحال یک افسر بریتانیایی موفق شد که فرار کند و تغییراتی را در پادگان آرکات به وجود آورد. نه ساعت پس از شروع شورش یک نیروی امدادی شامل سواره نظام نور نوزدهم بریتانیا، تفنگ‌های گالوپر و خیل عظیمی از سواره نظامان مدرس، از آکروت به سمت ولور حرکت کرده و شانزده مایل را در حدود دو ساعت بپیمایند. این گروه توسط رولو گیلسپی- یکی از باکفایت‌ترین و پر انرژی‌ترین افسران هند در آن زمان- رهبری می‌شد. گزارش شده‌است که وی در مدت زمان ۱۵ دقیقه بعد از اینکه زنگ هشدار به صدا درآمده بود آرکات را ترک کرد. گیلسپی پیشاپیش لشکر اصلی، با نیرویی متشکل از حدود بیست تن، به راه افتاد.
به محض رسیدن به ولور، گیلسپی متوجه اروپایی‌هایی شد که زنده مانده بودند؛ این دسته از اروپاییان شامل دو کمک جراح و نیز حدود شصت تن از هنگ شصت و نه بودند که فاقد مهمات بوده و از NCO فرمان می‌گرفتند. گیلسپی نتوانست از دروازه شهر وارد شود، در نتیجه به کمک یک طناب و کمربند گروهبانی که در پایین ایستاده بود از دیوار بالا رفت و به هنگ شصت و نهم رسید. زمانی که مابقی هنگ نوزدهم رسیدند، گیلسپی از آن‌ها خواست تا با توپ دروازه‌ها را منفجر کنند، و از هنگ شصت و نهم نیز خواست تا فضایی را فراهم کنند که لشکر سواره نظام بتواند صف آرایی کند. هنگ نوزدهم و لشکر سواره نظام مادراس هر سربازی را که در سر راهشان قرار داشت قتل‌عام کردند. حدود صد سرباز که در کاخ پناه گرفته بودند خارج شده و به دستور گیلسپی کنار دیوار قرار گرفته و به ضرب گلوله کشته شدند. جان بلاکستان، مهندسی که در انفجار دروازه‌ها نقش داشت، می‌گوید: "حتی با این دیدگاه مخوفی که در مورد این واقعه وجود داشت من می‌توانم تقریباً با آرامش بگویم که این عمل در آن زمان از دید من بازتابی از عدالت، و حتی مناسبترین آن بود؛ ولی، با گذشت زمان اکنون برایم مشکل است که آن عمل را تأیید کنم یا احساسی را داشته باشم که آن زمان داشتم.
مجازات سختی که سربازان با آن مواجه شدند به یکباره ناآرامی‌ها را فرونشاند و یک حماسه واقعی را برای تاریخ بریتانیا در هند رقم زد؛ به گونه‌ای که گیلسپی اعتراف کرد که ظرف پنج دقیقه همه از بین رفتند. در کل ۳۵۰ نفر از شورشیان کشته شدند، و ۳۵۰ نفر دیگر که مجروح بودند قبل از شروع جنگ متوقف شدند.

## شورش ۱۸۵۷ و نتایج آن

شورش هندوستان در سال ۱۸۵۷ دارای ابعاد وسیعی در قسمت‌های مرکز و شمال هند، ضد حکمرانی انجمن بریتانیایی هند شرقی بود، که سرکوب شد و دولت بریتانیا کنترل انجمن را به دست گرفت. شرایط خدمت در ارتش انجمن و اردوگاه با تعصبات و عقاید مذهبی سربازان در تضاد بود. برتر داشتن طبقات بالاتر جامعه در ارتش، از دست دادن صنوف به دلیل مسافرت، و شایعه پراکنی در مورد طراحی‌های مخفیانه دولت به منظور وارد کردن سربازان به دین مسیحیت باعث نارضایتی شدید میان آنان شد. سربازان همچنین از حقوق پایین خود و نیز از تبعیض نژادی که افسران بریتانیا در امور ترفیع و ارتقاء درجه قائل می‌شدند ناراضی بودند. سهل‌انگاری افسران بریتانیا در مورد حکمرانان هندی برجسته نظیر مغولان و پشواز سابق و نیز الحاق اود از علل سیاسی ای بودند که باعث بروز مخالفت‌هایی در میان هندی‌ها شدند. سیاست انضمام دالهوسی، اصل استفاده از گذشت زمان (یا مصادره کردن) توسط بریتانیا، و بیرون راندن نوادگان مغول کبیر از کاخ اجدادیشان در قلعه سرخ و تبعید آن‌ها به شهر قطب (نزدیک دهلی) خشم بعضی از مردم را برانگیخت.
جرقه آخر شایعه استفاده از چربی گاو و نیز چربی گوشت خوک در کارتریج‌های تفنگ مدل ۱۸۵۳ بود. سربازان مجبور بودند قبل از قرار دادن کارتریج‌ها در تفنگ‌هایشان آن‌ها را با دندان بجوند، و اینکه در ساخت آن‌ها در چربی خوک و گاو استفاده شده بود به شدت مسلمانان و هندوها را (به دلیل تعصبات مذهبی) ناراحت می‌کرد.
در آن زمان باور بر این بود که منگل پاندی، یک سرباز ۲۹ ساله، مسئول تحریک سربازان هندی ضد بریتانیایی‌ها است. در هفته اول از ماه مه سال ۱۸۵۷، او یک افسر را به دلیل وضع قوانین آزار دهنده در هنگ خود در باراکپور کشت. سپس زمانی که مجدداً بریتانیا کنترل هنگ را به عهده گرفت، وی دستگیر و به اعدام محکوم شد. در دهم می ۱۸۵۷، سربازان در میروت رتبه‌ها را شکستند و ضد فرماندهان خود شورش کرده و برخی از آن‌ها را کشتند. سپس در ۱۱ مه به دهلی رسیدند، خانه خراج انجمن را آتش زدند و به سمت دژ قرمز روانه شدند. در آنجا از امپراتور مغول، که در آن زمان بهادر شاه دوم بود، خواستند که رهبری آن‌ها را بر عهده بگیرد تا تخت و تاج وی را پس بگیرند. در ابتدا امپراتور اشتیاقی به همراهی آن‌ها نداشت ولی سرانجام موافقت کرد، و شورشیان او را شاهنشاه هندوستان نامیدند. شورشیان همچنین بسیاری از اروپایی‌ها، آسیایی‌ها-اروپایی‌ها و جمعیت مسیحیان را به قتل رساندند.
شورش‌ها به بخش‌های دیگر شهر اود و نیز ایالات واقع در شمال غربی نیز رسید؛ در آن مناطق طغیان گران شورش‌های مدنی را رهبری می‌کردند که این وضع نهایتاً منجر به قیام مردمی شد. بریتانیایی‌ها در ابتدا فقط گارد گرفته و از خود دفاع می‌کردند و عکس‌العمل‌های خشنی نشان نمی‌دادند ولی در نهایت مجبور شدند که به این شورش‌ها با خشونت پاسخ دهند. نبود سازماندهی مناسب بین شورشیان، به همراه برتری نظامی بریتانیایی‌ها موجب شد که شورش به سرعت سرکوب شود. بریتانیایی‌ها با گروه اصلی شورش در نزدیک دهلی جنگیدند، و بعد از یک مبارزه و محاصره طولانی مدت، آن‌ها را شکست داده و در ۲۰ سپتامبر ۱۸۵۷ شهر را پس گرفتند. در نتیجه، شورش در مناطق دیگر نیز شکست خورد. آخرین جنگ مهم در قلعه گوالیور در ۱۷ ماه ژوئن سال ۱۸۵۸ رخ داد که در آن رانی لاکسمیبای کشته شد. درگیری‌های پراکنده و و جنگ‌های چریکی، که رهبری آن‌ها را تاتیا تپ به عهده داشت، تا بهار ۱۸۵۹ ادامه داشت ولی اکثر آن‌ها در نهایت سرکوب شد.
شورش هند در ۱۸۵۷ نقطه عطف مهمی در تاریخ هندوستان به‌شمار می‌آید. به این دلیل که هم قدرت نظامی و سیاسی بریتانیا را ثابت کرد و همچنین موجب شد که بریتانیا تغییری اساسی در چگونگی کنترل و اداره هندوستان به وجود آورد. مطابق با بیانیه دولت هند در ۱۸۵۸، انجمن از حق مشارکت در اداره هندوستان محروم شد و حیطه فعالیتش مستقیماً در اختیار دولت بریتانیا قرار گرفت. در راس سیستم جدید یک وزیر کابینه، که وزیر امور خارجه هندوستان بود، قرار داشت که رسماً از یک شورای قانونی دستور می‌گرفت؛ فرماندار کل هندوستان (نایب السلطنه) هم مسئول نظارت بر اعمال او و هم مسئول مجلس بریتانیا به منظور پیاده کردن قوانین آن کشور بود. طی یک بیانیه سلطنتی که به مردم هند اعلام شد، ملکه ویکتوریا به مردم قول داد که مطابق قوانین بریتانیا آن‌ها می‌توانند از خدمات عمومی برابر بهره‌مند شدوند، همچنین متعهد شد که به حقوق شاهزادگان بومی هندوستان احترام بگذارد. بریتانیا مصادره کردن زمین‌های شاهزادگان را متوقف کرد، و فرمان داد که به عقاید مذهبی مردم احترام گذاشته شود. همچنین به مردم هندوستان اجازه داد که در خدمات اجتماعی مشارکت کنند (البته عمدتاً به عنوان زیر دست). با اینحال، آن‌ها تعداد سربازان بریتانیایی را نسبت به سربازان بومی هند افزایش دادند، و توپخانه فقط در دست سربازان بریتانیایی بود. بهادرشاه به شهر راگون در برمه تبعید شد و در سال ۱۸۶۲ در همان‌جا در گذشت.
در ۱۸۷۶ ملکه ویکتوریا لقب شهبانوی هندوستان را نیز گرفت.

## افزایش جنبش‌های سازمان یافته

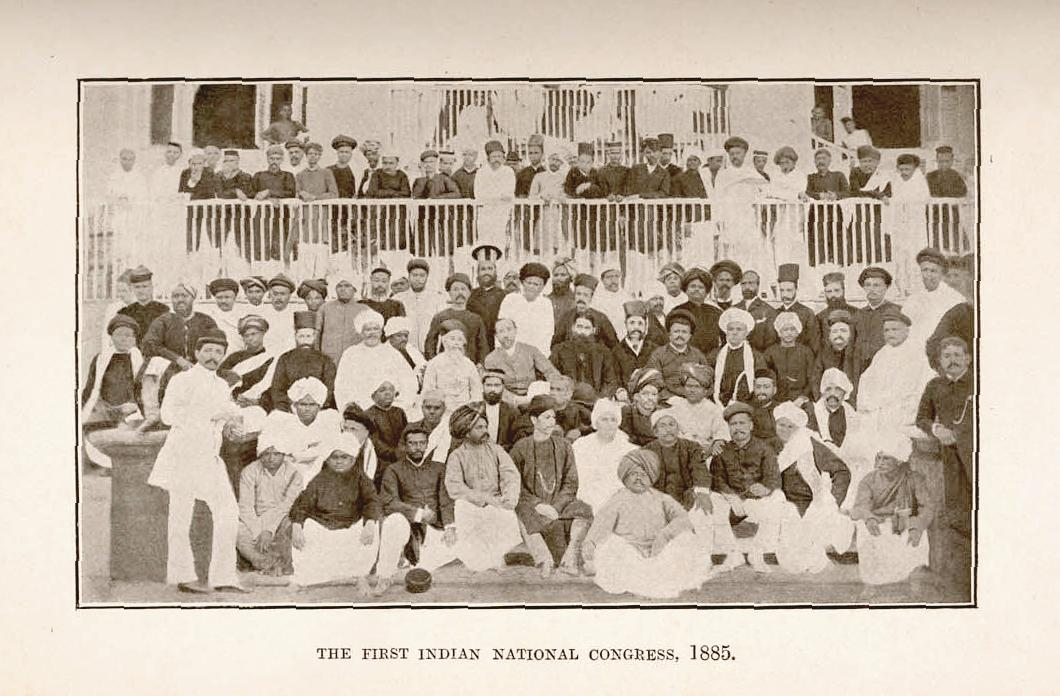

(آن‌ها آگاهی مردم را در رابطه با داشتن استقلال از طریق شعر، نمایش و سخنرانی افزایش می‌دادند). دهه‌های بعد از شورش را می‌توان دوره رشد آگاهی سیاسی مردم، ظهور افکار عمومی، و پیدایش رهبران هندی در سطوح ملی و منطقه‌ای دانست. داداب‌های نارجی انجمن هند شرقی را در ۱۸۶۷ و سارندرانات بانرجی انجمن ملی هند را در ۱۸۷۶ تأسیس کردند.
با الهام گرفتن از پیشنهاد ای. او. هیوم، که یک خدمتکار بازنشسته دولت بریتانیا بود، هفتاد و سه نفر نماینده هندی در ۱۸۸۵ با یکدیگر ملاقات کرده و کنگره ملی هند را تأسیس کردند. آن‌ها عمدتاً از نوخاستگان و نخبگان موفقی بودند که در مغرب زمین تحصیل کرده و به مشاغلی نظیر تدریس، روزنامه‌نگاری، و قانون مشغول بودند. در آغاز، کنگره هیچ ایدئولوژی تعریف شده‌ای نداشت و تنها به برخی از منابعی که برای یک سازمان سیاسی ضروری است دسترسی داشت. در عوض، به عنوان جامعه‌ای عمل می‌کرد که هر ساله وفاداریش را به حکومت بریتانیا ابراز می‌کرد. کنگره همچنین در مورد برخی از موضوعاتی که کمتر بحث‌انگیز بودند، نظیر حقوق مدنی، یا فرصت‌هایی که در دولت پدید می‌آمد (به خصوص در مورد خدمات شهری)، قطعنامه‌هایی را تصویب کرد. این قطعنامه‌ها به دولت نایب السلطنه و گهگاهی نیز به مجلس بریتانیا ارائه می‌شدند. کنگره علی‌رغم ادعایی که در مورد نمایندگی کردن تمامی هندی‌ها داشت، فقط حامی منافع نخبگان شهری بود؛ به شرکت کنندگان با پیشینه‌های اقتصادی و اجتماعی دیگر هیچ توجهی نمی‌شد.
تأثیر گروه‌های مذهبی-اجتماعی مانند آریا سماج (که توسط سوامی دایاناند ساراسواتی شکل گرفته بود) و بی راهمو ساماج (که توسط راجارام موهان روی و دیگران شکل گرفته بود) در اصلاحات جامعه هند مشهود بود. کار مردانی نظیر سوامی ویوکاناندا، راماکریشنا پارامهانسا، سری اوروبیندو، V.O. Chidambaram Pillai، سوبرامانیا بی هاراتی، بانکیم چاندرا چاترجی، سید احمد خان، رابیندرانات تاگور، و دادابهای نارجی، به همراه زنانی نظیر خواهر نیودیتای اسکاتلندی-ایرلندی اشتیاق و علاقه‌ای را برای احیای دوباره و آزادی در مردم به وجود آورد. این بازبینی مجدد تاریخ بومی هندوستان توسط محققان هندی و اروپایی باعث پیدایش روحیه ناسیونالیزم (ملت گرایی) در میان هندی‌ها شد.

## پیدایش ناسیونالیزم هندی (۱۸۸۵–۱۹۰۵)
تا سال ۱۹۰۰، اگرچه کنگره به صورت یک سازمان سیاسی کاملاً هندی ظاهر شده بود، ولی به دلیل شکست در جذب مسلمانان دستاوردها و موفقیت‌هایش تحلیل رفت، زیرا مسلمانان احساس می‌کردند که دارای تعداد نمایندگان مناسب در خدمات دولت نمی‌باشند. مبارزات اصلاح طلبان هندو در برابر تغییر مذهب، ذبح گاو، حفظ و حراست از زبان اردو در متون عربی موجب شد که مسلمانان به این فکر بیافتند که اگر قرار باشد کنگره به تنهایی نماینده مردم هند باشد، حقوق آن‌ها نادیده گرفته خواهد شد. سید احمد خان حرکتی را برای احیای مسلمانان آغاز کرد که با تأسیس کالج شرقی-انگلیسی موهامادان در ۱۸۵۷ در علیگره به اوج خود رسید. نام دانشگاه مسلمان علیگره را در ۱۹۲۰ به اوتار پرادش تغییر دادند. هدف این کالج آموزش دانش آموزان توانگر و دانا بود، با تأکید بر این موضوع که آموزه‌های اسلام با دانش مدرن غربی منافاتی ندارد. با این وجود تفاوت‌هایی که میان مسلمانان هندی وجود داشت مانع می‌شد که بتوان تمامی آن‌ها را به یک صورت از لحاظ فرهنگی احیا کرد.
احساسات ناسیونالیستی در میان اعضای کنگره منجر شد تا این جنبش در بدنه دولت نمایان شده و در قانون و حکومت هندوستان نیز حرفی برای گفتن داشته باشد. افراد کنگره خود را وفادار به تاج و تخت می‌دانستند، ولی می‌خواستند که در اداره کشور خود نقش فعال داشته باشند، ولو به عنوان بخشی از فرمانروایی. این تمایل توسط داداب‌های نارجی شکل گرفت؛ او کسی بود که در انتخابات مجلس عوام انگلیس به عنوان اولین عضو هندی انتخاب شد.
بال گانگادهار تیلاک اولین ناسیونالیست (ملت گرا) هندی بود که سواراج را به عنوان سرنوشت ملت پذیرفت. تیلاک بعدها با سیستم آموزشی بریتانیا که فرهنگ، تاریخ و ارزش‌های هندی‌ها را نادیده می‌گرفت به شدت مخالفت کرد. او نسبت به عدم آزادی بیان برای ناسیونالیست‌ها ونیز عدم حضور و نقش مردم هند در امور ملت ابراز ناراحتی کرد. با توجه به دلایل ذکر شده، او سواراج را به عنوان تنها راه حل تلقی می‌کرد. جمله معروف او" سواراج حق من است و من باید آن را داشته باشم " الهام بخش تمامی مردم هندوستان شد.
در ۱۹۰۷، کنگره به دو بخش تقسیم شد. تندروها که رهبری آنان را تیلاک بر عهده داشت طرفدار تحریک اذهان عمومی و به راه‌اندازی انقلابی مستقیم به منظور سرنگون کردن فرمانروایی بریتانیا و از بین بردن تمامی اثرات آنان بودند. از طرف دیگر، میانه‌روها توسط رهبرانی نظیر دادابهای نارجی و گوپال کریشنا گوخاله هدایت می‌شدند خواستار اصلاحات، در چهارچوب قوانین بریتانیا، بودند. رهبران جنبش همگانی نظیر بیپین چاندرا پای و لالا لاجپات رای، که دارای عقیده مشترک با تیلاک بودند از وی پشتیبانی می‌کردند. توسط آنها، سه ایالت بزرگ هند شامل ماهاراشترا، بنگال، و پنجاب، ناسیونالیزم هند را شکل دادند. گوخاله به خاطر تشویق مردم به اعمال خشونت و بی نظمی، تیلاک را مورد انتقاد قرار داد؛ ولی در کنگره ۱۹۰۶ عضویت همگانی وجود نداشت، بنابراین تیلاک و طرفدارانش مجبور شدند که حزب را ترک کنند.
ولی با دستگیری تیلاک تمامی امیدها برای هجوه همگانی در میان مردم هندوستان ار بین رفت، و کنگره نیز اعتبار خود را در میان مردم از دست داد. یک هیئت نمایندگی از مسلمانان با نایب السلطنه، مینتو (۱۰–۱۹۰۵)، ملاقات کرد؛ این هیئت به دنبال گرفتن یک امتیاز انحصاری شامل توجهات ویژه به خدمات دولت و حوزه انتخابیه، از اصلاحات قانونی قریب‌الوقوع به وجود آمده بود. بریتانیایی‌ها از طریق افزایش تعداد دفاتر انتخابی رزرو شده برای مسلمانان در اعلامیه شورای هند در سال ۱۹۰۹ توانستند برخی از دادخواست‌های مجمع مسلمانان را مرتفع سازند. مجمع مسلمانان اصرار بر جدایی از کنگره حاکم هندوها را داشت، با سر دادن شعار " ملتی در حصار یک ملت. "
دیواره بنگال، ۱۹۰۵ در ماه ژوئیه سال ۱۹۰۵، فرمانروا کارزون، نایب السلطنه و فرمانده کل (۱۹۰۵–۱۸۹۹)، دستور به تیغه کشی و جداسازی ایالت بنگال را داد؛ احتمالاً به دلیل بهبود در کارهای اجرایی در منطقه بزرگ و پرجمعیت بنگال. این تصمیم به دلیل افزایش درگیری‌های بین مسلمانان و هندوهای حاکم در بنگال توجیه پذیر بود. با این وجود، مردم هند این تیغه کشی را تلاشی از طرف بریتانیا، به منظور مختل کردن رشد جنبش ملی در بنگال و جداسازی هندوها و مسلمانان منطقه می‌دانستند. طبقه روشنفکر بنگالی‌های هندو، تأثیر چشمگیری بر سیاست‌های ملی و محلی داشتند. این تیغه کشی به شدت خشم بنگالی‌ها را برانگیخت، و دولت در همگام کردن افکار عمومی مردم هندوستان با خود شکست خورد. آشفتگی‌های گسترده‌ای در خیابان‌ها و مطبوعات از پس آن پدید آمد و کنگره از تحریم محصولات انگلیسی با علامت سوادشی طرفداری کرد. هندوها اتحاد خود را با بستن راخی به مچ دست یکدیگر و به جا آوردن آراندهان (نپختن غذا) نشان دادند. در این زمان ناسیونالیست‌های بنگالی هندو شروع به نوشتن مقالات تندی در روزنامه‌ها کردند، و در نتیجه به آشوبگری متهم شدند. یک هندو که ویراستار روزنامه بود به نام "Brahmabhandav Upadhyay"، کسی که به تاگور در تأسیس مدرسه اش در شانتینیکتان کمک کرد، دستگیر و زندانی شد؛ وی اولین کسی بود در حبس بریتانیا یی‌ها در قرن بیستم در تلاش برای دستیابی به استقلال کشته شد.
مجمع تمامی مسلمانان هند
مجمع تمامی مسلمانان هند توسط کنفرانس تمامی مسلمانان تحصیلکرده هندوستان در داکا (بنگلادش امروزی)، در ۱۹۰۶، شکل گرفت. این مجمع در متن وقایعی که بر سر تیغه کشی بنگال در ۱۹۰۵ پدید آمد، تشکیل شد. برای تشکیل یک حزب سیاسی که از منافع مسلمانان پراکنده در هندوستان بریتانیایی دفاع کند، مجمع مسلمانان نقش مهمی را در طول دهه ۱۹۴۰در جنبش استقلال هند ایفا کرد و نیز به صورت نیروی محرکه‌ای برای خلق پاکستان در شبه قاره هند شد؛ ولی زمانی که مجمع مسلمانان قطعنامه پاکستان را بر مبنای نظریه دو ملت جناح تصویب کرد، رهبران ناسیونالیست مانند مولانا آزاد و دیگران در برابر آن ایستادند.
در سال ۱۹۰۶، محمدعلی جناح به کنگره ملی هند پیوست، که بزرگ‌ترین سازمان سیاسی هندوستان به‌شمار می‌آمد. مانند بیشتر کنگره‌های آن زمان، جناح از استقلال طلبی آشکارا و به یکباره حمایت نمی‌کرد، و دلیل آن تأثیرات سودمند بریتانیا بر روی سطح تحصیلات، قوانین، فرهنگ، و صنعت هند ی‌ها بود. جناح تبدیل به عضوی در میان شصت نفر عضو شورای قانون‌گذار شاهنشاهی شد. شورا به واقع هیچگونه قدرت و اختیاری نداشت، و شامل شمار زیادی از وفاداران طرفدار راج غیر منتخب و اروپاییان بود. جناح نقش مهمی در تصویب قانون منع ازدواج کودکان و قانونی کردن وقف (نوعی بخشش مذهبی) برای مسلمانان داشت. او همچنین در انجمن سندهارست، جایی که به تأسیس آموزشکده ارتش هند در دهرادان کمک کرد، به کار مشغول بود. در طول جنگ جهانی اول، جناح برای حمایت از تلاش‌های بریتانیا در جنگ، به دیگران اعتدال گرایان هندی پیوست، به امید اینکه هندی‌ها با آزادی سیاسی پاداش خود را خواهند گرفت…

## جنگ جهانی اول

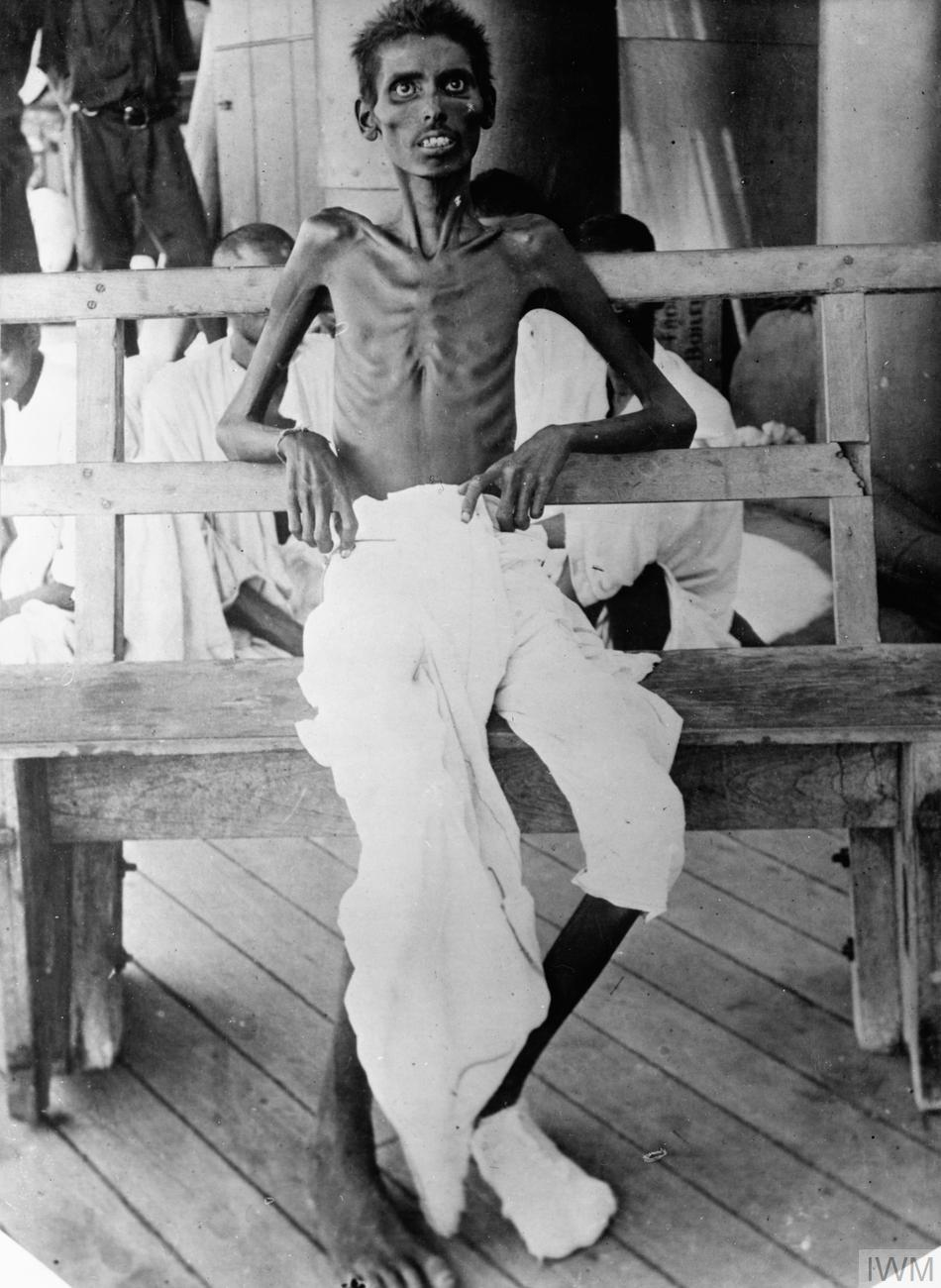

بر خلاف تصور اولیه دولت بریتانیا در ارتباط با شورش هندیان، جنگ جهانی اول با ابراز عشق و حسن نیت بی‌سابقه هندی‌ها نسبت به ایالت پادشاهی انگلستان آغاز شد. هندوستان به شکل گسترده‌ای، و با فراهم آوردن مردان جنگی و منابع دیگر، به بریتانیا در جنگ بسیار کمک کرد. حدود ۱٫۳ میلیون سرباز و نیروی کار هندی در اروپا، آفریقا و خاورمیانه خدمت می‌کردند، این در حالی بود که شاهزاده‌ها و دولت هند ذخایر غذایی گستره، پول و مهمات ارسال می‌کردند. با این وجود، بنگال و پنجاب از فعالیت‌های ضد استعماری حمایت می‌کردند. ناسیونالیزمی که در بنگال وجود داشت به همراه ناآرامی‌ها در پنجاب، برای فلج کردن دولت منطقه‌ای کافی بود.
هیچ‌یک از دسیسه‌های کشورهای دیگر نتوانست تأثیر قابل توجهی بر هندی‌های داخل هندوستان بگذارد، بنابراین هیچگونه سرکشی یا عصیان مهمی رخ نداد. با این وجود، ترس عمیقی که در میان مقامات بریتانیا در ارتباط با قیام هندی‌ها وجو داشت، موجب شد که آن‌ها هندی‌ها را با تهدید وادار به اطاعت و تسلیم کنند.

## پاسخ ملی به جنگ
دیگر عواقب جنگ جهانی اول، نرخ تلفات بالا، افزایش تورم، مالیات‌های سنگین، شیوع بیماری آنفلوآنزا و قطع داد و ستد بود که رنج مردم را در هند تشدید می‌کرد.
جنبش ملی اعتدالگرایان که قبل از جنگ وجود داشت احیا شد و گروه‌های تندرو نیز تفاوت‌های خود را مخفی کردند تا همگی در یک صف واحد در جبهه جنگ بایستند. آن‌ها در مورد خدمات گسترده‌ای که در زمان جنگ به بریتانیا ارائه داده بودند گفتگو کرده و خواستار پاداش شدند. همچنین آن‌ها مدعی شدند که هندی‌ها ظرفیت لازم را برای اداره کشور خودشان دارند. در سال ۱۹۱۶، کنگره موفق به جعل پیمان لاکنو شد، که شامل یک همبستگی موقت با انجمن مسلمانان بر سر موضوع واگذاری قدرت سیاسی و آینده اسلام در منطقه بود.

## اصلاحات بریتانیا
بریتانیا سیاست چماق و هویج را در تشخیص میزان و چگونگی حمایت هندوستان در طول جنگ و نیز در پاسخ به درخواست‌های ملی آن‌ها اتخاذ کرد. در اوت سال ۱۹۱۷، وزیر امور خارجه هند، ادوین مونتاگ، بیانیه تاریخی در مجلس ارائه داد: «سیاست بریتانیا در مورد هند افزایش دخالت هندی‌ها در تمامی شاخه‌های حکومت و رشد تدریجی نهادهای خودگردان با نگاهی به تحقق تدریجی دولت مسئول در هند به عنوان بخش جدایی ناپذیری از حکومت بریتانیا بود.» راه‌های دستیابی به اهداف پیشنهادی بعدها در عملکرد دولت هند در ۱۹۱۹ مورد توجه و تحسین قرار گرفت، به این دلیل که اصول سیستم حکومتی متشکل از دو رکن مستقل، یا یک دولت دوگانه را معرفی می‌کرد که در آن قانونگذاران منتخب هندی و نیز مقامات بریتانیایی در قدرت شریک بودند. عملکرد دولت شوراهای ایالتی و مرکزی و نیز حق رأی را بسیار گسترش داد. سیستم حکومت متشکل از دو رکن مستقل که در این جنبش نهادینه شده بود تغییرات وسیعی را در سطوح استانی به وجود آورد: سهام کارهایی که زیاد بحث‌انگیز و پیچیده نبودند مانند کشاورزی، حکومت محلی، حوزه سلامت، آموزش، و امور عام‌المنفعه، به هندی‌ها واگذار شد؛ در حالیکه موضوعات حساس تر نظیر امور مالی، مالیاتی، و قانون‌گذاری در اختیار مدیران استانی بریتانیایی باقی‌ماند.

## ورود گاندی به هند

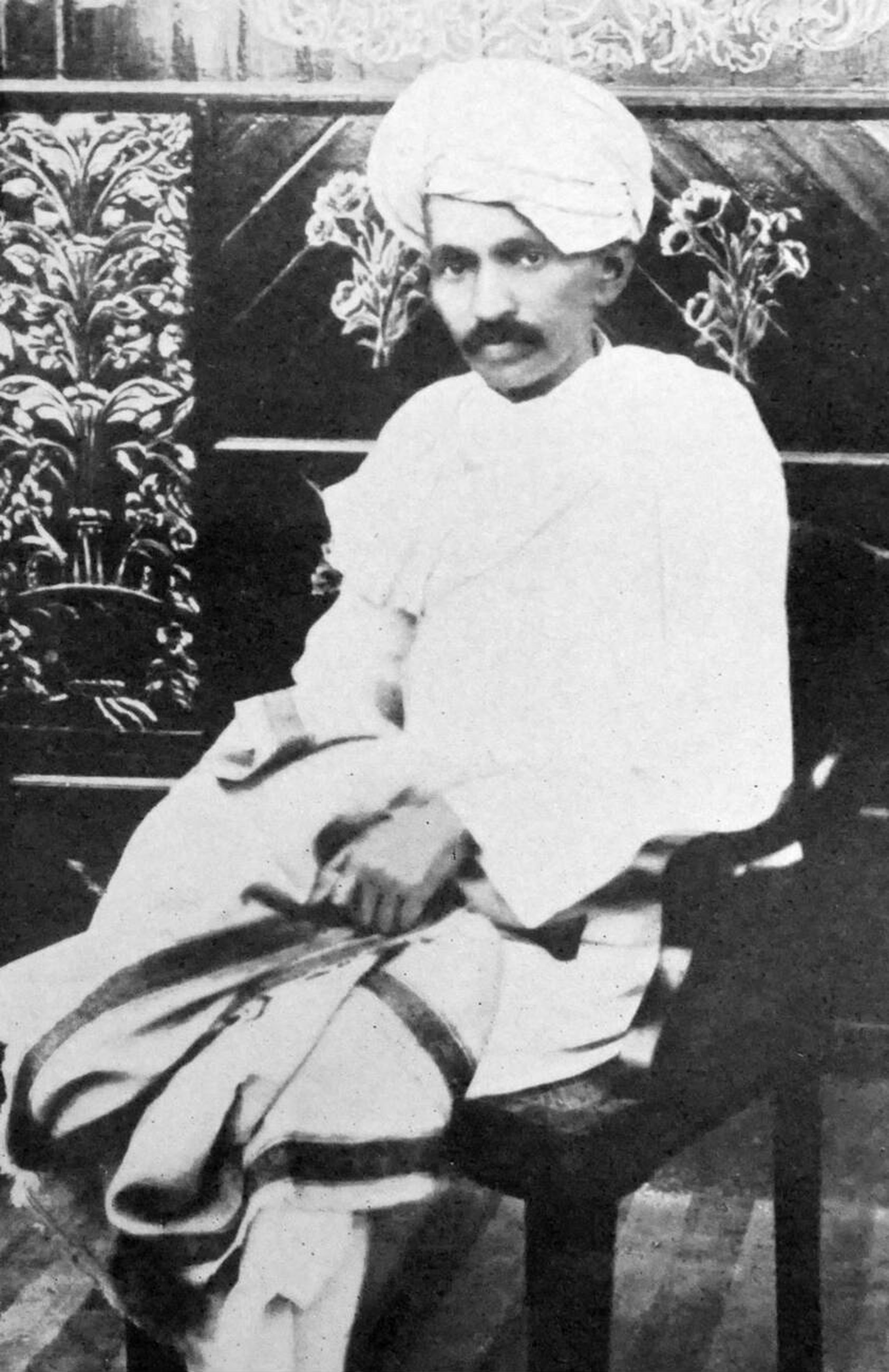

مهاتما کارامچاند گاندی (مهاتما گاندی) رهبری برجسته در جنبش ملی هند در آفریقای جنوبی، و صدایی رسا در مخالفت با تبعیض و بدرفتاری با نیروی کار زحمتکش بود. وی همچنین توانست رفتارهای سرکوبگرانه پلیس، مانند عملکرد رولات، را کنترل کند. در طول اعتراضات، گاندهیجی مفهوم ساتیاراگا را که از فلسفه بابا رام سینک (رهبر جنبش کوکا در سال ۱۸۷۲ در پنجاب) الهام گرفته شده بود، کامل کرد. در ژانویه ۱۹۱۴ (قبل از شروع جنگ جهانی اول) گاندهیجی موفق بود. قانونی منفوری که ضد هندی‌ها وجود داشت لغو شد و تمامی زندانیان سیاسی هندی توسط ژنرال جان اسموتس آزاد شدند.
گاندی در ۹ ژانویه ۱۹۱۵ به هندوستان برگشت، و در همان ابتدا، به منظور حمایت از قلمرو تجارت‌گرای واحد که حزب کنگره درخواست کرده بود، وارد یک نزاع سیاسی شد. گاندی معتقد بود که توسعه صنعتی و آموزشی که اروپاییان با خود به ارمغان آورده بودند، برای کاستن از مشکلات هندی‌ها، مورد نیاز است. گوپال کریشنا گوخاله، کسی که رهبر هند و یکی از اعضای قدیمی کنگره بود، مربی گاندی شد. در ابتدا، ایده‌ها و استراتژی‌های گاندی در ارتباط با نافرمانی مدنی بدون خشونت از نظر بعضی از مردم هند و نیز اعضای کنگره غیر عملی بود. به گفته گاندی، «نافرمانی مدنی در واقع نقض مدنی مصوبات قانونی غیراخلاقی است.» این کار باید بدون اعمال خشونت و با قطع همکاری با دولت فاسد انجام می‌شد. زمانی که گاندی در جریان اعتراضات عمل ضد رولات در پنجاب از ساتیاگراها استفاده کرد، تواناییش در آگاه‌سازی میلیون‌ها نفر از عوام الناس بر همگان روشن شد. گاندی احترام زیادی برای لوکمانیا تیلاک قائل بود. برنامه‌های او همگی از برنامه چاتوسوتری تیلاک الهام گرفته شده بود.
بصیرت گاندی باعث شد خیلی زود بسیاری از مردم عوام هند به جنبش بپیوندند، و در نتیجه جنبش از یک کشمکش مربوط به نخبگان به یک مبارزه ملی تبدیل شد. علل مبارزه به تمامی صنایع و مصالحی که اقتصاد مردم هند را تشکیل می‌داد گسترش یافت. برای مثال در چامپاران، بیهار گاندی از حقوق زارعین فقیر و کشاورزان بدون زمین که مجبور به پرداخت مالیات‌های ظالمانه بودند حمایت کرد. سود حاصل از محصولات کشاورزان برای امرار معاش و پرداخت هزینه‌های زندگی کافی نبود.
اثر مثبت اصلاحات در سال ۱۹۱۹ به وسیله عمل رولات به شدت تحلیل رفت. عمل رولات به دولت نایب السلطنه قدرت می‌داد تا آشوب را، به وسیله ساکت کردن مطبوعات، توقیف فعالان سیاسی بدون محاکمه، و دستگیری بدون حکم هر کسی که مشکوک به ایجاد آشوب و پیمان‌شکنی باشد، فرونشاند. در اعتراض، همه مردم در سراسر کشور دست از کار کشیدند (هارتال)، که این خود نشانه شروع یک نارضایتی عمومی بود.
آشفتگی که در نتیجه این نارضایتی‌ها به وجود آمد باعث شد که بریتانیایی‌ها به تظاهر کنندگان یورش آورند. این درگیری‌ها در منطقه امریتسار پنجاب، تاریخ ۱۳ آوریل ۱۹۱۹، در جریان کشتار در باغ جلیان‌والا (که به کشتار امریتسار نیز معروف است) به اوج خود رسید. فرمانده نظامی بریتانیا، سرتیپ رجینالد دایر، تنها راه اصلی ورود و خروج را بست و به سربازان خود دستور داد تا به روی تمامی جمعیت بی سلاح و بی گناه، اعم از ۱۵۰۰۰ مرد، زن، و کودک تیراندازی کنند. مردم به صورت صلح‌آمیزی در باغ جالیانوالا تجمع کرده بودند، ولی دایر تمامی تجمعات را ممنوع اعلام کرده و تصمیم گرفته بود که به تمامی هندی‌ها درس سختی بدهد. روی یک جمعیت حدود ۱۶۵۱ نفر آتش گشوده شد، و طبق گفته یک کمیسیون رسمی بریتانیایی ۳۷۹ نفر کشته شدند، مقامات هندی گستره جمعیت را ۱۴۹۹ نفر و تعداد زخمی‌ها را ۱۱۳۷ نفر تخمین زدند. دایر مجبور شد تا اعلام بازنشستگی کند ولی به عنوان یک قهرمان در بریتانیا مورد ستایش قرار گرفت تا به هندی‌ها نشان دهند که موفقیت امپراتوری مدیون ایده عمومی مردم بریتانیا، و نه هند، است. بخش پایانی جنگ تمامی امیدهای مردم هند را برای آزادی و استقلال از بین برد.

## جنبش‌های عدم همکاری
جنبش استقلال طلبی تا اواخر سال ۱۹۱۸ جنبشی مختص به نخبگان بود که تمرکزش روی به وجود آوردن یک قلمرو تجارت گرای متحد بود. گاندی این روند را تغییر داده و آن را به یک جنبش همگانی تبدیل کرد.
اولین جنبش عدم همکاری در نشستی که اعضای کنگره در سپتامبر ۱۹۲۰ در کلکته داشتند، گاندی دیگر رهبران را متقاعد کرد تا یک جنبش عدم همکاری را در حمایت از خلافت و سواراج آغاز کنند. اولین گام در جنبش ساتیاراگا، استفاده از خادی و کالاهای هندی به جای نمونه‌های مشابهی بود که از بریتانیا وارد می‌شدند. همچنین بر پایه این جنبش مردم موسسات آموزشی و دادگاه‌های بریتانی را تحریم کردند؛ از مشاغل دولتی استعفا دادند؛ از پرداخت مالیات سر باز زدند؛ و احترامات و القاب بریتانی را رها کردند. اگرچه برای تأثیرگذاری روی چهارچوب عملکرد دولت هند در ۱۹۱۹ خیلی دیر بود، ولی جنبش به دلیل شکوه بی‌نظیر حاصله از حمایت گسترده مردم به یک چالش و اعتراضی جدی در مقابل قوانین بیگانه تبدیل شد. با این وجود، گاندی جنبش را به دلیل واقعه چااوری چااورا، که طی آن ۲۲ پلیس به دست جمعیتی معترض کشته شدند، متوقف کرد.
عضویت در حزب برای همگان آزاد بود. همچنین سلسله‌ای از کمیته‌های مختلف به وجود آمد که مسئول برقراری نظم و کنترل شرایط بی نظم و جنبش‌های پراکنده سابق بر این بودند. حزب از یک سازمان مختص نخبگان و افراد برگزیده به یک همکاری و خواست ملی همگانی تبدیل شد.
گاندی در سال ۱۹۲۲ به شش سال زندان محکوم شد، ولی بعد از دو سال تحمل حبس آزاد شد. او پس از آزادی از زندان سابارماتی آشرام را در احمدآباد، در سواحل رودخانه سابارماتی، بر پا کرد. همچنین روزنامه هند جوان را تأسیس کرد، و مجموعه‌ای از اصلاحات را با هدف بهبود اوضاع طبقه محروم جامعه هند (شامل روستاییان فقیر و افراد نجس) پایه‌گذاری کرد.
این عصر شاهد حضور نسل جدیدی از مردم هند در حزب کنگره، شامل جواهر لعل نهرو، والابای پاتل، C.Rajgopalachari، سابهاش چاندرا بوس و دیگران بود که بعدها صدای ماندگار جنبش استقلال هند را سر داند. بعضی از آن‌ها پیرو ارزش‌های تعریف شده گاندی بودند و برخی مانند ارتش ملی هند بوس از آن ارزش‌ها دور شده بودند. طیف‌های سیاسی هند در اواسط دهه ۱۹۲۰ با پیدایش هر دو حزب اعتدال‌گرا و جنگ طلب، نظیر حزب سواراج، ماهاساب‌ها هندو، حزب کمونیست هند، و RashtriyaSwayamsevakSangh، گسترده‌تر شدند.
سازمان‌های سیاسی منطقه‌ای نیز به حمایت از منافع غیر برهمنان در شهر مدرس، ماهاراس در شهر ماهاراشترا، و سیک در پنجاب ادامه دادند. با این وجود افرادی نظیر Mahakavi Subramanya Bharathi, Vanchinathan, Neelakanda Brahmachari نقش مهمی را در کشمکش برای آزادی و مبارزه برای برابری در تمامی جوامع ایفا کردند.

## پورنا سواراج
پیرو رد پیشنهادهای کمیسیون سایمون توسط هندی‌ها، کنفرانسی متشکل از تمامی احزاب در می ۱۹۲۸ در بمبئی تشکیل شد. این به معنی تزریق تدریجی حس مقاومت در میان مردم بود. این کنفرانس یک کمیته تهیه پیش‌نویس را به رهبری موتیلال نهرو برای دستیابی به یک قانون اساسی و نظامنامه برای هند منصوب کرد. جلسه کلکته کنگره ملی هند از دولت بریتانیا خواست تا وضعیت سلطه حاکم بر هند را تا دسامبر ۱۹۲۹ متوقف کند، در غیر اینصورت باید منتظر یک جنبش اعتراض‌آمیز گسترده مدنی باشد. با این حال، در سال ۱۹۲۹، در میان افزایش نارضایتی‌های سیاسی و جنبش‌های منطقه‌ای، فراخوانی برای استقلال کامل از بریتانیا در بین رهبری کنگره شکل گرفت. کنگره ملی هند، با ریاست جواهر لعل نهرو، در جلسه تاریخی لاهور در دسامبر ۱۹۲۹ قطعنامه تقاضای استقلال کامل از بریتانیا را تصویب کرد. این قطعنامه به کمیته ملی کار برای راه‌اندازی یک جنبش نافرمانی مدنی در سراسر کشور مجوز داد. تصمیم بر این شد که روز ۲۶ ژانویه سال ۱۹۳۰ به عنوان روز پورنا سواراج (روز استقلال) در نظر گرفته شود. بسیاری از احزاب سیاسی هند و انقلابیون هندی از طیف گسترده‌ای با یکدیگر متحد شدند تا جشن آن روز را با غرور و افتخار برگزار کنند.

## جلسه کنگره کراچی-۱۹۳۱
جلسه ویژه‌ای در کراچی برای تأیید پیمان گاندی-ایروین برگزار شد. هدف پورنا سواراج تصریح شد. دو قطعنامه به تصویب رسید-یکی در مورد حقوق سیاسی، و دیگری در مورد برنامه اقتصاد ملی- این اولین باری بود که کنگره معنی سواراج را برای توده‌ها بیان می‌کرد.

## راهپیمایی نمک و نافرمانی مدنی

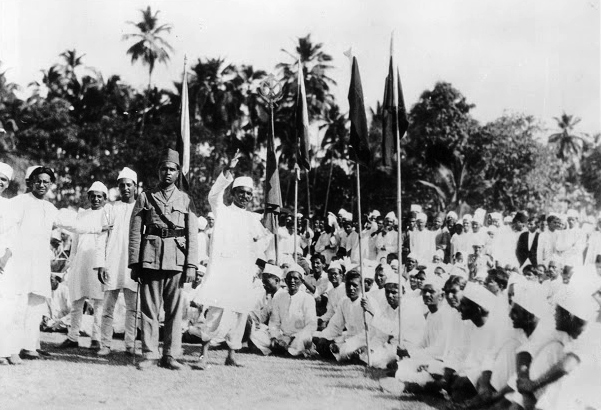

گاندی با انجام معروفترین کمپین خود، که یک راهپیمایی در حدود ۴۰۰ کیلومتر (۲۴۰ مایل) از کمون خود در احمدآباد به دندی، در ساحل گجرات و بین ۱۱ مارس و ۶ آوریل ۱۹۳۰ بود، از انزوای طولانی خود بیرون آمد. این راهپیمایی تحت عنوان راهپیمایی دندی یا ساتیاراگای نمک شناخته می‌شود. در شهر دندی، در اعتراض به مالیاتی که بریتانیا برای نمک مشخص کرده بود، گاندی و هزاران نفر از طرفدارانش، با فراهم آوردن نمک ار آب دریا، قانون را شکستند. این راهپیمایی ۲۴ روز به طول انجامید. هر روز او ۱۰ مابل راه می‌رفت و سخنرانی‌های زیادی نیز ایراد می‌کرد.
در آوریل ۱۹۳۰ برخوردهای شدیدی از سوی پلیس در کلکته اتفاق افتاد، و در حدود ۱۰۰۰۰۰ نفر در طی جنبش نافرمانی مدنی (۱۹۳۰–۳۱) زندانی، و در پیشاور به روی تظاهر کنندگان غیر مسلح، در کشتار بازار کیسا خوانی، آتش گشوده شد.
این کشتار باعث تحریک مردم و شروع جنبش دیگری به نام خدای خدمتکار شد (که خان عبدل غفار خان پایه ریز آن، و گاندی فرمانه آن بود). زمانی که گاندی در زندان بود، اولین میز گرد در نوامبر ۱۹۳۰ در لندن برگزار شد که در آن هیچ‌یک از نمایندگان کنگره ملی هند حضور نداشتند. تحریم‌هایی که روی کنگره بود، به دلیل سختی‌های اقتصادی که به واسطه ساتیاراگا ایجاد شده بود، برداشته شد. گاندی به همراه دیگر اعضای کمیسیون کار کنگره، در ژانویه ۱۹۳۱ از زندان آزاد شد.
در مارس ۱۹۳۱، پیمان گاندی-ایروین امضاء شد، و دولت متعهد شد تا تمامی زندانیان سیاسی را آزاد کند (با این وجود برخی از انقلابیون مهم و کلیدی آزاد نشدند و مجازات اعدام بی هاگات سینک و دو تن از همراهانش بعدها خشم علیه کنگره را، نه فقط در بیرون بلکه در میان اعضای خود کنگره، برانگیخت). در عوض، گاندی پذیرفت که دست از جنبش نافرمانی مدنی کشیده و به عنوان تنها نماینده کنگره در میزگرد دوم که در سپتامبر ۱۹۳۱ در لندن برگزار د شرکت کند. این کنفرانس در دسامبر ۱۹۳۱ با شکست مواجه شد. گاندی به هندوستان برگشت و در ژانویه ۱۹۳۲ تصمیم گرفت که جنبش نافرمانی مدنی را دوباره از سر بگیرد.
برای چند سال آینده کنگره و دولت دچار درگیری و تضاد شدند. در آن زمان، شکاف بین کنگره و انجمن مسلمین خیلی عمیق شده بود به‌طوری‌که هر یک انگشت اتهام را به سوی دیگری می‌گرفت. انجمن مسلمین با ادعای کنگره در رابطه با اینکه نماینده تمامی مردم هند است مخالفت کرد، در حالیکه کنگره با ادعای انجمن مسلمین در رابطه با اینکه صدای آن‌ها بیانگر آرمان‌های همه مسلمین است مخالف بود.

## انتخابات و قطعنامه لاهور

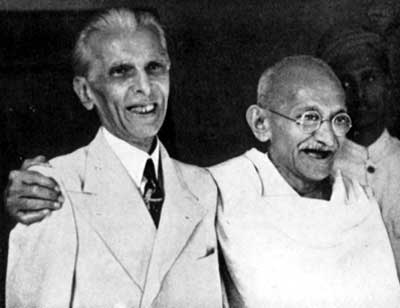

عملکرد دولت هند در ۱۹۳۵، در رابطه با تلاش برای اداره هند بریتانیایی، سه هدف عمده را دنبال می‌کرد: ایجاد یک ساختار فدرال سست، دستیابی به خود مختاری، و حفظ منافع اقلیت‌ها از طریق حق رأی جداگانه. تصمیمات فدرال در مورد متحد کردن کشورهای شاهزاده و هند بریتانیایی در مرکز، به دلیل وجود ابهامات برای حفظ منافع شاهزادگان، اجرا نشد. با این وجود در فوریه ۱۹۳۷ با برگزاری انتخابات، خود مختاری به یک واقعیت تبدیل شد؛ کنگره به عنوان حزب غالب با حضور در ۵ ایالت ظاهر شد، در حالیکه انجمن مسلمین بسیار ضعیف عمل کرد.
در سال ۱۹۳۹، نایب السلطنه Linlithgow ورود هند به جنگ جهانی دوم را بدون مشورت با دولت‌های استانی اعلام کرد. در اعتراض، کنگره از نمایندگان منتخب خود خواست تا از دولت استعفاء دهند. محمدعلی جناح، رئیس مجلس مسلمین، از شرکت کنندگان در نشست انجمن سالانه در لاهور (سال ۱۹۴۰) خواست تا قطعنامه لاهور را بپذیرند. در این قطعنامه خواسته شده بود که هند به دو ایالت مستقل جداگانه تقسیم شود، یکی مسلمانان و دیگری هندوها؛ این قطعنامه به نظریه دو ملتی نیز معروف است. اگرچه ایده پاکستان در اوایل ۱۹۳۰ مطرح شده بود، ولی افراد بسیار کمی به آن پاسخ داده بودند. با این وجود، شرایط سیاسی خصمانه بین هندوها و مسلمین، ایده پاکستان را به یک خواست قوی و جدی تغییر داد.

## فعالیت‌های انقلابی
صرفنظر از برخی انحرافات گمراه‌کننده، شورش مسلحانه در مقابل حکمرانان بریتانیایی پیش از شروع قرن بیستم سازماندهی نشده بود. انقلاب زیرزمینی هند با گرد آوری جنبش‌ها از اولین دهه قرن بیستم، با گروه‌هایی در بنگال، ماهاراشترا، ادیشا، بیهار، اوتار پرادیش، پنجاب، و بعد ریاست جمهوری مادراس شامل آنچه که امروزه هند جنوبی نامیده می‌شود، برخاستند. بسیاری از گروه‌ها در حوالی هند پراکنده شده بودند. جنبش‌های برجسته خاص از بنگال برخاستند، خصوصاً در اطراف بخش بنگال در سال ۱۹۰۵، و در پنجاب در مورد اولی، جوانان تحصیل کرده، باهوش و متخصص طبقه متوسط شهری بودند، کمیته بادراکوک که از انقلاب «کلاسیک» هند می‌آمدند، در حالیکه دومی پایه حمایتی کلانی در جامعه نظامی و روستائی پونجاب داشت. سازمان‌هایی مانند جوگانتار و آنوشیلان سامیتی در دههٔ ۱۹۰۰ پدیدار شدند. جنبش‌ها و فلسفه انقلاب حضور خود را در سال ۱۹۰۵ در طول بخش‌بندی بنگال یافتند. احتمالاً اولین گام‌ها جهت سازماندهی انقلابیون توسط آروبیندو گاش، برادرش بارین گاش، بوپندرانات داتا و غیره انجام شد. وقتی آن‌ها حزب جوگانتار را در آوریل سال ۱۹۰۶ تشکیل دادند، جوگانتار به عنوان دایره داخلی آشیلان سامیتی که در بنگال حاضر بود، عمدتاً به عنوان یک جامعه انقلابی در ظاهر یک انجمن ورزشی، به‌وجود آمد.
آنوشیلان سامیتی و جاگینتار شعبه‌های متعددی در سرتاسر بنگال و سایر قسمت‌های هند باز کردند و زنان و مردان جوان را برای شرکت در فعالیت‌های انقلابی استخدام کردند. بسیاری از قتل و غارتها انجام شدند، بسیاری از انقلابیون نیز دستگیر و به زندان افکنده شدند. رهبران حزب جوگانتار مانند بارین گاش و باگا جاتین، شروع به ساخت مواد منفجره کردند. از برجسته‌ترین رویدادهای ترور سیاسی، بمب آلیپوربود، کشتار مظفرپور تلاش در انجام بسیاری از فعالیت‌ها کرد و بسیاری از آن‌ها محکوم به تبعید ابد شدند، در حالیکه خودیرام بس اعدام شد. تأسیس ایندیاهاوس (India House) و جامعه‌شناس هندی تحت شیمجا کریشما وارما در لندن در سال ۱۹۰۵ جنبش رادیکال را به خود بریتانیا برد. در اول ماه ژوئیه ۱۹۰۹، یک دانشجوی هندی به نام مادان لا دینگرا، توسط خانه هند در لندن شناسائی شده و ویلیام هات کورزون وایل، یک M.P بریتانیائی در لندن، به ضرب گلوله کشته شد. در سال ۱۹۱۲ توطئه دهلی-لاهور توسط راش بهاری بوز، عضو سابق جوگانتار، برنامه‌ریزی شد، تا نایب السلطنه وقت هند، چارلز هاردینگ را ترور کنند. این توطئه در تلاشی برای بمب‌گذاری اجتماع نایب السلطنه در ۲۳ دسامبر ۱۹۱۲ به دلیل انتقال پایتخت امپراتوری از کلکته به دهلی، به اوج خود رسید. طی عواقب بعدی این اتفاق، پلیس متمرکز و تلاش‌های زیرکانه‌ای توسط پلیس هندی بریتانیایی جهت تخریب انقلاب زیرزمینی پونجابی و بنگال انجام شدند، که برای مدتی فشار زیادی را متحمل شدند. راش بهاری برای مدت زمان سه سال موفق به فرار از دستگیری شد. اما تا زمان شروع جنگ جهانی اول در اروپا، جنبش انقلابی در بنگال (و پونجابی) مجدداً احیاء شده و برای فلج کردن حکومت محلی به حد کافی قوی بود. در سال ۱۹۱۴، انقلابیون هندی، توطئه هائی علیه قانون بریتانیا چیدند، اما این برنامه شکست خورد و بسیاری از انقلابیون زندگی خود را فدا کردند و سایرین دستگیرشده و به زندان سلولی (کالاپانی) در جزایر آندامان و نیکوبار فرستاده شدند. طی جنگ جهانی اول، انقلابیون تصمیم به وارد کردن اسلحه و مهمات از آلمان کرده و یک انقلاب مسلح در مقابل بریتانیا را به اجرا درآورند.

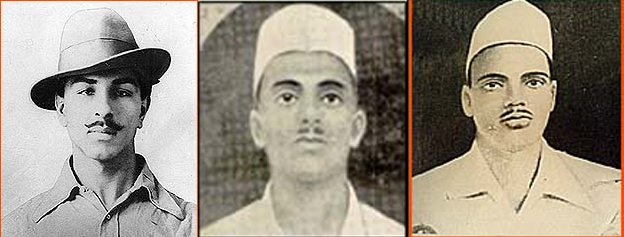

در سال ۱۹۰۵ طی مراسم جشن دوسهرا، وینایاک دامودار سوارکار یک آتش بازی از کالاها و لباس‌های خارجی را سازماندهی کرد. او به همراه دانشجویان و دوستانش یک گروه سیاسی به نام آبیناو بارات را تشکیل داد. وینایاک کمی بعد به دلیل فعالیت‌هایش از دانشگاه اخراج شد اما با اینحال اجازه برگزاری امتحانات دوره لیسانس به او داده شد. او پس از اینکه به کالج حقوق (قانون) در وینایاک لندن ملحق شد، در ایندیا هاوس در بارات باوان سکنی گزید. ایندیاهاوس که توسط پاندیت شیامجی، فعال سیاسی و اجتماعی تبعیدی سازماندهی شده بود، مرکزی پیشرفته برای فعالیت‌های سیاسی دانشجویان بود. سوارکار به زودی جامعه هندی را جهت کمک به سازماندهی هم شاگردی‌های هندیش با هدف نبرد برای تکامل قطع وابستگی از راه انقلاب پیدا کرد. سوارکار مشغول مطالعه شیوه‌های انقلابی بود و با فردی کهنه‌کار از انقلاب روسیه سال ۱۹۰۵ در تماس بود. او دفترچه دستورالعمل ساخت بمب و سایر شیوه‌های جنگ‌های چریکی را بین دوستانش پرینت و منتشر کرد. در سال ۱۹۰۹، مادان لال دینگرا، دنباله رو سرسخت و دوست سوارکار، MP بریتانیائی، سر کورزون وایل را دریک تجمع ترور کرد. عملکرد دیگران باعث تحریک جدال و ستیز در بریتانیا و هند شد، و این به نوبه خود باعث برانگیختن تحسین و اعتراض شد. سوارکار مقاله‌ای منتشر کرد که طی آن کشتار را تصدیق کرده و تلاش کرد به شکل سیاسی و برای دفاع قانونی از دینگرا حمایت و پشتیبانی فراهم کند. در جلسه‌ای که هندی‌ها برای اعتراض به اعمال دینگرا فراخوانده شده بودند، سوارکار با نیت اعتراض مخالفت کرد و وارد منازعه‌ای داغ و مشاجره‌ای خشمگین با سایر ملازمان شد. محاکمه‌ای سری و محدود و محکومیتی که رأی آن مجازات اعدام برای دینگرا بود، فریاد و مخالفت را بین دانشجویان هندی و کمیته سیاسی برانگیخت. سوارکار که در مقابل رأی به شدت مخالفت می‌کرد، با مسئولین بریتانیائی در ادعای جنازه دینگرا به دنبال اعدام او مخالفت کرد. سوارکار دینگرا را به عنوان قهرمان و شهید نامید و با شدت بیشتری شروع به تشویق انقلاب کرد. سوارکار در لندن جامعه هندی آزاد(FIS) را پیدا کرد و در دسامبر ۱۹۰۶ شاخه‌ای از جامعهٔ آبیناو بارات را باز کرد. این تشکیلات تعدادی دانشجوی هندی رادیکال شامل باپات P.M، آیر V.V.S. ، مادانلال دینگرا و ویرندرانات کاتوپادایا ایجاد کرد. سوارکار مدتی در پاریس زندگی کرد و پس از رفتن به لندن به دفعات از شهر دیدن می‌کرد. وقتی که تحصیلدار ناسیک، A.M.T.Jackson توسط جوانی تیر خورد، سرانجام وییر سوارکار وارد شبکه مسئولین بریتانیائی شد. او با ذکر ارتباطش با ایندیا هاوس در قتل درگیر شد. سوار کارد در۱۳ ماه مارس ۱۹۱۰در لندن دستگیر و به هند فرستاده شد. وقتی کشتی S.S Morea در هشتم ژوئیه ۱۹۱۰ به بندر مارسلس رسید، سوارکار از سلولش به سمت پنجره کشتی فرار کرد و به داخل آب شیرجه زد، او با امید اینکه دوستش در ساحل بوده و او را سوار ماشینش کند، به سمت ساحل شنا کرد. اما دوستش دیر به آنجا رسید، و آژیر که صدا کرده بود، باعث شد سوارکار دوباره دستگیر شود. سوارکار طی محاکمه اش به ۵۰ سال زندان محکوم شد و در۴ ژوئیه۱۹۱۱ به زندان سلولی بدنامی در جزایر آندامان و نیکوبار منتقل شد. در دوم ماه مه ۱۹۲۱ برادران سوارکار به زندانی در راتناجیری و پس از آن به زندان مرکزی یراودا منتقل شدند. او سرانجام در ۶ ژانویه ۱۹۲۴ تحت محدودیت‌های شدید و سخت آزاد شد- او نباید محدوده تناجیری را ترک می‌کرد و از انجام فعالیت‌های سیاسی برای مدت ۵ سال آینده منع شده بود. اما محدودیت‌های سیاسی در فعالیت‌های او تا زمانی که استقلال استانی (ایالتی) در سال ۱۹۳۷ داده شد، اعمال نشد.
حزب گادار از خارج از کشور به فعالیت می‌پرداخت و با انقلابیون در هند همکاری می‌کرد. این حزب در کمک به انقلابیون داخل هند برای دستیابی به جنگ‌افزارهای خارجی بسیار تأثیرگذار بود. پس از جنگ جهانی اول، فعالیت‌های انقلابیون به تدریج کاهش یافت زیرا آن‌ها به دلیل دستگیری رهبران برجسته، فشارهای عمده‌ای را تحمل می‌کردند. در دههٔ ۱۹۲۰، برخی از فعالیت‌های انقلابی شروع به سازماندهی مجدد کردند.
انجمن جمهوری‌خواه سوسیالیست هندوستان(HSRA) به رهبری چاندراشکار آزاد تشکیل شد. سرقت قطار کاکوری توسط اعضاء HSRA در سطح وسیعی انجام شد. باگات سینگ و باتوکشوار دوت بمبی را در ۸ آوریل ۱۹۲۹ داخل مجلس قانونگذاری مرکزی در راستای مخالفت با تصویب لایحه امنیت عمومی و لایحه مشکلات بین کارفرما و کارگر انداختند، در حالیکه شعارهایی از انقلاب زینداباد سرمی دادند، اما کسی در حادثه بمبگذاری کشته یا مجروح نشد. باگات سینگ پس از واقعه بمبگذاری پس از اینکه محاکمه‌ای انجام شد، تسلیم شد. شوکدو و راجگورو نیز طی تجسسهایی بعد از حادثه بمبگذاری دستگیر شدند. به دنبال محاکمه (مورد بمبگذاری مجلس مرکزی)، باگات سینگ، سوکدو و راجگرو در سال ۱۹۳۱ اعدام شدند. آلاما مشرقیخاکسار تحریک را برای راهنمائی به ویژه مسلمانان به سوی جنبش استقلال تأسیس کرد.
سوریا سن، به همراه سایر فعالیت‌ها، جهت دستیابی به اسلحه و مهمات و تخریب سیستم ارتباطی دولت و به منظور تأسیس یک دولت محلی، به اسلحه خانه چیتاگونگ در ۱۸ آوریل ۱۹۳۰ حمله کردند. پریتیلاتا واددار رهبر حمله به یک انجمن اروپائی در چیتاگونگ در سال ۱۹۳۲ بود، در حالیکه بینا داس تلاش کرد تا استنلی جکسون، فرمانده بنگال را داخل سالن جلسه عمومی دانشجویان دانشگاه کلکته ترور کند، به دنبال کیس حمله به اسلحه خانهچیتاگونگ، سوریا سن اعدام و بسیاری دیگر تا ابد به زندان سلولار در آندامن تبعید شدند. در سال ۱۹۲۸ داوطلبان بنگال شروع به فعالیت کردند. در ۸ دسامبر ۱۹۳۰، گروه سه نفره بنی-بادال-دینش از حزب، به دبیرخانه ساختمان نویسندگان در کلکته وارد شدند وکل ان اس سیمپسون(Col.N.S Simpson) بازرس کل زندان‌ها را به قتل رساندند.
در روز ۱۳ مارس ۱۹۴۰، اودهام سینگ به مایکل اودیر (آخرین قتل سیاسی خارج از هند) که در کل مسئول قتل‌عام آمریتسار بود، در لندن شلیک کرد، اما با تغییر سناریوی سیاسی در اواخر دههٔ ۱۹۳۰ - با رهبران اصلی با در نظرگرفتن گزینه‌های متعدد که توسط بریتانیایی‌ها پیشنهاد می‌شد و با پلتیک‌های مذهبی که روی کار می‌آمدند- فعالیت‌های انقلابی به تدریج کاهش یافتند. بسیاری از انقلابیون گذشته با پیوستن به کنگره و سایر احزاب به پلتیک جریان اصلی ملحق شدند، خصوصاً طرفداران کمونیست، در حالیکه بسیاری از طرفداران عمل در زندان‌های مختلف کشور نگهداشته شدند.

## فرایند پایانی جنبش استقلال هندی‌ها
در سال ۱۹۳۷، رأی‌گیری استانی انجام شد و کنگره در ۷ استان از ۱۱ استان به قدرت رسید. این نشانه مقتدری از پشتیبانی مردم هند برای استقلال کامل بود.
با شروع جنگ جهانی دوم، نایب السلطنه لینلیتگو، به صورت یکطرفه، بدون مشورت با نمایندگان منتخب هندی، هند را طرف بریتانیا اعلام کرد. در اعتراض به عملکرد لیلیتگو، رهبر کل کنگره از شوراهای دولت محلی استعفا داد. اما بسیاری افراد تمایل به پشتیبانی از جنگ بریتانیا داشتند، و قطعاً ارتش هندی بریتانیایی بزرگ‌ترین نیروی داوطلب بود که در آن ۲٬۵۰۰٬۰۰۰ مرد در طی جنگ وجود داشت.
به ویژه در طی جنگ بریتانیا در سال ۱۹۴۰، گاندی دربرابر جنبش‌های نافرمانی مدنی کلان که از داخل و خارج از حزب او می‌آمد، مقاومت کرد، با اظهار اینکه به دنبال آزادی هند در خاکسترهای یک بریتانیای ویران شده نیست. در سال ۱۹۴۲، کنگره جنبش رهایی هند را آغاز کرد. خشونت وجود داشت اما راج اقدامات جدی انجام داد و ده‌ها هزار نفر از رهبران کنگره، از جمله همه اشخاص مهم استانی و ملی را دستگیر کرد. آن‌ها تا نزدیک پایان جنگ در سال ۱۹۴۵ آزاد نشدند.
جنبش استقلال شاهد قیام سه جنبش بود: اولین آنها، توطئه کاکوری(۹ اوت ۱۹۲۵) به رهبری جوانان هندی تحت رهبری پاندیت رام پراساد بیسمیل بود؛ جنبش دوم جنبش آزاد هیند، به رهبری نتاجی سوباس چاندرا بوز بود که آغاز آن در حین جنگ بود و با آلمان و ژاپن برای جنگ با بریتانیا ملحق شد. جنبش سوم در اوت ۱۹۴۲ آغاز شد، رهبر آن لال باهادور شاستری بود و مرد عادی بود که نتیجه آن شکست مأموریت کریپس برای دستیابی به توافق عامه با رهبری سیاسی هندی برای انتقال قدرت پس از جنگ بود.

## جنبش رهایی هند
جنبش رهایی هند (برات کودو آندولان) یا جنبش اوت یک جنبش نافرمانی مدنی در هند بود که در نهم اوت سال ۱۹۴۲ در پاسخ به درخواست گاندی مبنی بر استقلال فوری هند آغاز شد و علیه فرستادن هندی‌ها به جنگ جهانی دوم بود. او از تمام معلمان خواست که مدارس خود و هندی‌های دیگر خواست که شغل‌های خود را ترک کرده و در جنبش شرکت کنند. به علت نفوذ سیاسی گاندی افراد زیادی درخواست او را اجابت کردند.
در هنگام جنگ، حزب کنگره در جلسه (Wardha) واردهای کمیته کاری در سپتامبر سال ۱۹۳۹ موضوع حمایت از جنگ ضد فاشیم را تصویب کرد اما در عوض وقتی آن‌ها درخواست استقلال کردند، این موضوعات رد شدند. در ماه مارس سال ۱۹۴۲ دولت بریتانیا که با شبه قاره‌ای مواجه شد که با اکراه و بی میلی در جنگ شرکت کرده بودند، و همچنین با شرایط وخیم تر شدن جنگ در اروپا و آسیای جنوب شرقی و همچنین با نارضایتی سربازان هندی –به خصوص در اروپا- و غیرنظامیان در شبه قاره مواجه شد، نماینده‌ای را تحت نظارت استافورد کریپس به هند فرستاد که به مأموریت کریپس معروف شد. هدف این مأموریت مذاکره با کنگره ملی هند بود تا به جای انحطاط و توزیع قدرت از راس و نایب السلطنه به قوه مقننه منتخب هند، در طول جنگ به یک همکاری کلی دست یابند. با این وجود مذاکرات با شکست مواجه شدند، در اشاره به نیاز اصلی یک چهارچوب زمانی برای حرکت به سوی دولتی مردمی و نیاز به تعریف قدرت‌هایی که نادیده گرفته شدند، به ویژه توصیف پیشنهاد وضعیت - حکومت محدود که برای جنبش هند غیرقابل قبول بود با شکست مواجه شدند. کنگره برای تقویت حکومت بریتانیا و رفع نیازهای آن و بدست آوردن لغتی قطعی در مورد استقلال، تصمیم گرفت جنبش رهایی هند را آغاز کند.
هدف جنبش این بود که با گروگانگیری جنگ متحد، دولت بریتانیا را بر سر میز مذاکره بیاورد. درخواست مقاومت مصمم اما منفعل که دلالت بر اطمینانی داشت که گاندی برای جنبش پیش‌بینی کرده بود به بهترین شکل توسط ندای او برای انجام دادن یا مردن توصیف شده‌است و در ۸ اوت در گووالیا تنک مایدان در بمبئی منتشر شد و از آن زمان با عنوان اوت کرانتی مایدان (پایه و اساس انقلاب اوت) دوباره نامگذاری شد. با این حال رهبری کل کنگره، نه فقط در سطح ملی، در کمتر از ۲۴ ساعت بعد از سخنرانی گاندی دستگیر شد، و اکثر افراد کنگره بقیه مدت جنگ را در زندان گذراندند.
در ۸ اوت سال ۱۹۴۲ قانون رهایی هند در نشست کمیته کنگره هند (AICC) در بمبئی تصویب شد. در پیش‌نویس آن آمده بود که اگر بریتانیا به اهدافش دست نمی‌یافت، یک شورش و نافرمانی عظیم آغاز می‌شد. با این حال این یک تصمیم بحث‌برانگیز بود. در گوالیا تنک، مومبای، گاندی از هندی‌ها خواست نافرمانی و شورش آرام و به دور از خشونت داشته باشند. گاندی به توده‌ها گفت که مثل یک ملت مستقل عمل کنند و از دستورهای انگلیسی‌ها پیروی نکنند. پیشروی ارتش چین تا مرز بورما-هند، انگلیسی‌ها را از خطر آگاه کرد و روز بعد آن‌ها با زندانی کردن گاندی در کاخ آقا خان در پونا به این عمل پاسخ دادند. کمیته کاری حزب کنگره یا رهبر ملی همه با هم دستگیر شدند و در احمدنگار فورت زندانی شدند. آن‌ها حزب را تحریم و توقیف کردند. کارگران همه با هم غایب شدند و اعتصاب‌ها شروع شد. جنبش شاهد خرابکاری‌های زیادی بود، به گروه‌های متحد در سازمان متروی هند با بمب حمله شد، ساختمان‌های دولتی آتش زده شدند، خطوط برق قطع شدند و خطوط ارتباطی و حمل و نقل جدا و قطع شدند. قطعی‌ها و شکست‌ها برای چند هفته تحت کنترل بودند و کمترین تأثیر را روی جنگ داشتند. به زودی این جنبش به یک مبارزه طلبی بدون رهبر تبدیل شد، تعدادی از این فعالیت‌ها از اصل دوری از خشونت گاندی دور شدند. در بخش‌های بزرگ کشور، سازمان‌های متروی محلی بر جنبش پیروز شدند. با این حال در سال ۱۹۴۳ رهایی هند به پایان رسید.
اکثر حزب‌های اصلی طرح رهایی هند را رد کردند و بیشتر جاها با انگلیسی‌ها همکاری می‌کردند از جمله ایالتهای شاهانه، خدمات شهری و پلیس. پیمان یا لیگ مسلمان از حکومت حمایت کرد و به سرعت در عضویت و در نفوذ با انگلیس رشد کرد.

## ارتش ملی هند

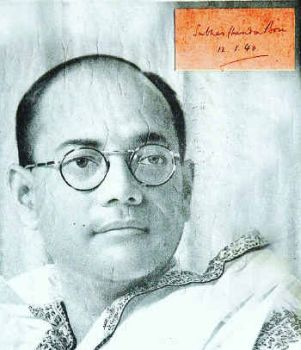

مقالات اصلی: ارتش ملی هند، آرزی حکومت آزاد هند، نتاجی سابهاس چانترا بوز و جنگ جهانی دوم.
همچنین مراجعه شود به: ایندین فریز لژیون، باتاگلیونه آزاد هیندوستان، کپت موهان سینگ، لیگ استقلال هند، و محاکمات INA
نتاجی سابهاس چاندرا بوز که دو بار در سال‌های ۱۹۳۸ و ۱۹۳۹ به عنوان رئیس کنگره انتخاب شده بود، شدیداً با ورود اختیاری هند به جنگ مخالفت کرد. او پس از تبلیغات برای لایحه علیه شرکت در جنگ، در سال ۱۹۳۹ از کنگره استعفا داد و حزب جدیدی را آغاز کرد، بلوک پیشرو سراسری هند. در سال ۱۹۴۰، یک سال پس از شروع جنگ، بریتانیایی‌ها بوز را در کلکته در حبس خانگی قراردادند. اما او فرار کرد و از افغانستان به سمت آلمان به منظور یافتن کمک محوری برای تشکیل یک ارتش برای جنگ با بریتانیایی‌ها حرکت کرد. او در اینجا با سربازان هندی زندانی ارتش دشمن، آروین رومل (POWs) که به عنوان لژیون (هنگ) هند آزاد شناخته می‌شد، متحد شد. بوز راهی آسیای جنوبی ژاپنی شد که در آنجا دولت آزاد هندی را تشکیل داد، یک دولت هندی آزاد استانی در تبعید، و ارتش ملی هند را با سربازان هندی زندانی دشمن و هندی‌های تبعیدی با کمک ژاپنی‌ها در آسیای جنوب شرقی را سازماندهی کرد. اهداف آن رساندن هند به یک نیروی جنگجو بود که خشم عمومی را برای الهام بخشی شورش در میان سربازان هندی برای دفاع از راج بریتانیایی افزایش می‌داد.
INA برای مشاهده عملکرد در مقابل هم پیمانان، ازجمله ارتش هندی بریتانیائی، در جنگل‌های آراکان، برمه و در آسام بود، درحالیکه ایمپال و کوهیما با پانزدهمین ارتش ژاپنی محاصره می‌شدند.
طی جنگ، جزایر آندامان و نیکوبار توسط ژاپنی‌ها تسخیر شده و توسط آن‌ها تسلیم INA شدند. بوز آن‌ها را مجدداً نامگذاری کرد: شهید(Martyr-شهید) و ساراج (استقلال).
INAشکست خورد درحالیکه به لجستیک سواشده بدهکاربود، ارتش و منابع ناچیز از ژاپنی‌ها، و فاقد پشتیبانی و آموزش. مرگ فرضی بوز به عنوان اوج جنبش هند آزاد شمرده می‌شود. به دنبال محاصره ژاپن، سربازان INA به هند آورده شده و تعدادی از آن‌ها متهم به خیانت شدند. اما عملکردهای بوز اذهان عمومی را تحت تأثیر قرارداده و سربازان بومی نیروی هندی بریتانیائی را از وفاداری به سمت تاج و تخت به منظور حمایت از سربازانی که راج آن‌ها را دوست و یاور می‌پنداشت، منحرف کرد.
پس از جنگ، داستان جنبش هند آزاد و ارتش آن که طی محاکمات سربازان INA مورد توجه عموم قرار گرفت، در سال ۱۹۴۵ بسیار فتنه انگیز بود، طوری‌که شورش‌های توده‌ای وحشت‌انگیز و طغیانها- نه فقط در هند، بلکه در کل امپراتوری آن- دولت بریتانیا از BBC برای پخش این داستان ممانعت به عمل آورد. روزنامه‌ها خلاصه اعدام سربازان INA را که در ردفورت انجام شده بود، گزارش دادند. در حین محاکمه و پس از آن، شورشیانی که از نیروهای ارتشی هندی بریتانیائی برخواسته بودند، به ویژه در نیروی دریائی سلطنتی که حمایت عموم را در سرتاسر هند، از کراچی تا بمبئی و از ویزاگ تا کلکته به دست آورده بودند.

## شورش جزیره کریسمس و طغیان نیروی دریائی سلطنتی هند
مقاله اصلی: شورش نیروی دریائی سلطنتی هند
پس از دو حمله ژاپنی به جزیره کریسمس در اواخر فوریه و اوایل مارس ۱۹۴۲، روابط بین افسران بریتانیائی و سربازان هندیشان درهم شکست. در شب دهم مارس سربازان هندی به رهبری یک پلیس اهل سیک، شورش کردند تا پنج سرباز بریتانیایی را کشته و مابقی ۲۱ اروپائی را در جزیره زندانی کردند. پس از آن در تاریخ ۳۱ مارس، یک ناوگان ژاپنی به جزیره آمد و هندی‌ها تسلیم شدند.
شورش نیروی دریائی هندی سلطنتی (که شورش بمبئی نیز نامیده می‌شود)، اعتصاب جامعی را دربرگرفت و شورش متعاقب آن توسط سربازان هندی نیروی دریائی هندی سلطنتی روی عرشه کشتی و استقرار در ساحل در بندرگاه بمبئی در ۱۸ فوریه ۱۹۴۶انجام شد. شورش از نقطه اولیه در بمبئی گسترش یافته و در سرتاسر هند بریتانیائی، از کراچی تا کلکته مورد حمایت واقع شد و سرانجام ۷۸ کشتی، ۲۰ استقرار در ساحل و ۲۰۰۰۰ سرباز را شامل شد.
آشفتگی، اعتصاب‌های انبوه، تظاهرات و سرانجام حمایت و پشتیبانی برای شورشیان، بنابراین چندین روز حتی پس از انحراف شورش ادامه پیدا کرد. به همراه آن، ممکن است ارزیابی طوری باشد که با عبارات کاملاً مثبت و قطعی به دولتی که نیروهای ارتش هند دیگر نمی‌توانند برای پشتیبانی در مواقع بحران به طول کلی به آن اعتماد کنند، و حتی بیشتر اینکه خود آن بیشتر منبع جرقه هائی بود که مشکل را در یک کشور مشعل ساخته و از سناریوی مستعمره سیاسی به سرعت بیرون می‌لغزد.

## استقلال و بخش‌بندی هند
مقالات اصلی: تاریخ جمهوری هند، بخش‌بندی هند
در سوم ژوئن سال ۱۹۴۷، وایکانت لوئیس ماونت باتن، آخرین فرماندار کل هند، بخش‌بندی هند بریتانیائی به هند و پاکستان را اعلام کرد. با عبور سریع از پارلمان بریتانیائی قانون استقلال هند، در ساعت ۱۱:۵۷ مورخ ۱۴ اوت ۱۹۴۷، پاکستان به عنوان کشوری جداگانه اعلام شد، و در ساعت ۱۲:۰۲، درست پس از نیمه شب، مورخ ۱۵ اوت ۱۹۴۷ هند نیز کشوری مستقل شد. به دنبال آن برخوردهای خشن بین هندوها، سیک ها و مسلمانان به‌وجود آمد. نخست‌وزیر نرو و معاون نخست‌وزیر سردار والاببائی پاتل، ماونت باتن را دعوت کرد تا همچنان فرماندار کل هند بماند. پاتل مسئولیت آوردن ۵۶۵ ایالت باشکوه را به اتحادیه هند به عهده گرفت، تلاش‌های او با سیاست‌های «مشت آهنین در دستکش مخملی» با استفاده از نیروی نظامی تفهیم شد تا جوناگاه و استان حیدرآباد به هند ملحق شوند (عملکرد چوگان) از سوی دیگر، پاندیت جواهر لعل نهرو مسئله کشمیر را در دست خود نگه داشت.
مجلس مؤسسان کار پیش‌نویس قانون اساسی را در ۲۶ نوامبر سال ۱۹۴۹ تکمیل کرد؛ در ۲۶ ژانویه ۱۹۵۰، جمهوری هند رسماً اعلان شد. مجلس مؤسسان دکتر راجندرا پراساد را که از سوی فرمانده کل راجگوپالاچاری فرمان داده شده بود، به عنوان اولین رئیس‌جمهور هند برگزید. متعاقب آن هند به گوا و سایر قسمت‌های هندی تحت محاصره پرتقال در سال ۱۹۶۱ حمله کرده و آنجا به هند پیوست)، فرانسوی‌ها چاندرناگور، پوندیچری و سایر مستعمره‌های هندی باقی‌مانده را در سال ۱۹۵۶ واگذار کردند، و اسکیم در سال ۱۹۷۵ رأی داد تا به اتحادیه هند ملحق شود.
به دنبال استقلال در سال ۱۹۴۷، هند در کشورهای مشترک‌المنافع باقی‌ماند و روابط بین هند و بریتانیا دوستانه شد. مناطق بسیاری وجود دارد که هردو کشور وابستگی‌های محکمتری برای استفاده دو طرفه طلب می‌کنند و همین‌طور وابستگی‌های فرهنگی و اجتماعی بین دو ملت وجود دارد. جمعیت هندی‌تبار در بریتانیا بیش از ۱٫۶ میلیون نفر است. در سال ۲۰۱۰، نخست‌وزیر دیوید کامرون روابط بریتانیائی-هندی را به عنوان «روابط خاص جدید» توصیف کرد.

## برای مطالعه
- Brown, Judith M. Gandhi's Rise to Power: Indian Politics 1915–1922 (Cambridge South Asian Studies) (۱۹۷۴)
- MK Gandhi. My Experiments with Truth Editor's note by Mahadev Desai (Beacon Press) (۱۹۹۳)
- Brown, Judith M. , 'Gandhi and Civil Resistance in India, 1917–47', in Adam Roberts and Timothy Garton Ash (eds.), Civil Resistance and Power Politics: The Experience of Non-violent Action from Gandhi to the Present.  Oxford & New York: Oxford University Press, 2009. ISBN 978-0-19-955201-6.
- Jalal, Ayesha. The Sole Spokesman: Jinnah, the Muslim League and the Demand for Pakistan (Cambridge South Asian Studies) (۱۹۹۴)
- Majumdar، R.C. History of the Freedom movement in India. شابک ۰-۸۳۶۴-۲۳۷۶-۳.
- Gandhi، Mohandas (۱۹۹۳). An Autobiography: The Story of My Experiments With Truth. Boston: Beacon Press. شابک ۰-۸۰۷۰-۵۹۰۹-۹.
- Sofri، Gianni (۱۹۹۵–۱۹۹۹). Gandhi and India: A Century in Focus. Janet Sethre Paxia (translator) (ویراست English edition translated from the Italian). Gloucestershire: The Windrush Press. شابک ۱-۹۰۰۶۲۴-۱۲-۵.
- Gonsalves, Peter. Khadi: Gandhi's Mega Symbol of Subversion, (Sage Publications), (۲۰۱۲)
- Gopal, Sarvepalli. Jawaharlal Nehru – Volume One: 1889 – 1947 – A Biography (1975), standard scholarly biography
- Seal، Anil (۱۹۶۸). Emergence of Indian Nationalism: Competition and Collaboration in the Later Nineteenth Century. London: Cambridge U.P. شابک ۰-۵۲۱-۰۶۲۷۴-۸.
- Singh, Jaswant. Jinnah: India, Partition, Independence (۲۰۱۰)
- Chandra، Bipan (۱۹۸۹). India's Struggle for Independence. New Delhi: کتاب‌های پنگوئن. ص. ۶۰۰. شابک ۹۷۸-۰-۱۴-۰۱۰۷۸۱-۴. از پارامتر ناشناخته |coauthors= صرف نظر شد (|author= پیشنهاد می‌شود) (کمک)
- Heehs، Peter (۱۹۹۸). India's Freedom Struggle: A Short History. Delhi: Oxford University Press. ص. ۱۹۹. شابک ۹۷۸-۰-۱۹-۵۶۲۷۹۸-۵.
- Sarkar، Sumit (۱۹۸۳). Modern India: 1885–1947. Madras: Macmillan. ص. ۴۸۶. شابک ۰-۳۳۳-۹۰۴۲۵-۷.
- Wolpert, Stanley A. Jinnah of Pakistan (۲۰۰۵)
- Wolpert, Stanley A. Gandhi's Passion: The Life and Legacy of Mahatma Gandhi (۲۰۰۲)
- M.L.Verma Swadhinta Sangram Ke Krantikari Sahitya Ka Itihas (3 Volumes) 2006 New Delhi Praveen Prakashan ISBN 81-7783-122-4.
- Sharma Vidyarnav Yug Ke Devta: Bismil Aur Ashfaq ۲۰۰۴ دهلی Praveen Prakashan ISBN 81-7783-078-3.
- M.L.Verma Sarfaroshi Ki Tamanna (4 Volumes) ۱۹۹۷ دهلی Praveen Prakashan.
- Mahaur Bhagwandas Kakori Shaheed Smriti ۱۹۷۷ لکهنو Kakori Shaheed Ardhshatabdi Samaroh Samiti.
- South Asian History And Culture Vol. -2 pp. 16–36,Taylor And Francis group